# Spider-Verse
El Spider-Verse, o en español, Multiverso araña o Multiverso arácnido, a veces llamado coloquialmente en español como Spider-Verso, es una serie de cómics publicada por Marvel Comics desde 2014.Su primer evento/historia importante comenzó el 5 de noviembreen The Amazing Spider-Man (2014) #9 junto con un número individualllamado Spider-Verse Team-Up. Este evento requirió 20 publicaciones para completarsey presentó casi todas las variantes de Spider-People y Spider-Man que habían aparecido en los cómics y otros medios en los más de cincuenta años transcurridos desde la creación de Spider-Man, todos bajo el ataque de Morlun y su familia, los Herederos. Esta primera historia importante, sin embargo, fue precedida por una serie completa de Spider-Versetitulada Edge of the Spider-Verse, que sirvió para presentar algunos personajes nuevos que liderarían el evento, como Spider-Gwen y Miguel O’Hara.
La serie de cómics ha recibido críticas generalmente positivas y ha demostrado ser uno de los cómics más populares relacionados con el universo de Spider-Man en la historia reciente. Tras la conclusión del evento en Amazing Spider-Man #14, varios personajes presentados en él, como Spider-Gwen, se convirtieron en figuras destacadas de Marvel Comics, y algunos aparecieron en sus propios títulos. Varios de los Spider-Men de este evento se reunieron para el segundo volumen de Spider-Verse ambientado durante Secret Wars y continuaron operando juntos en la serie Web Warriors. El evento de 2017 "Venomverso" se estructuró de manera similar a Spider-Verse, presentando en su lugar versiones alternativas de Venom. En 2018, se lanzó una secuela directa de Spider-Verse titulada Spider-Geddon.Una conclusión de la historia de Spider-Verse, titulada End of the Spider-Verse, se desarrolló entre 2022 y 2023, tras el lanzamiento de una serie en curso de Edge of Spider-Verse que introdujo aún más versiones alternativas nuevas de Spider-Man.
Spider-Verse también sirvió como inspiración principal detrás de muchas otras historias en medios externos centradas en reunir versiones alternativas de Spider-Man. Esto incluye las temporadas 3 y 4 de la serie animada Ultimate Spider-Man, así como la película animada de 2018 Spider-Man: Into the Spider-Verse y sus secuelas Across the Spider-Verse (2023) y Beyond the Spider-Verse (2024), y la película de Marvel Cinematic Universe de 2021 Spider-Man: No Way Home, esta última presenta tres de las versiones cinematográficas de acción real de Peter Parker.

## Edge of Spider-Verse

### Edge of Spider-Verse 0.1: Superior Spider-Man #32
Todo comienza con la tormenta cronológica de The Superior Spiderman #19, cuando Otto le estabilizaba en Horizon Lab's, pero revela que falló, ya que Tiberius Stone saboteó la máquina para que explotara y se quedara con Horizon. Esto fue lo que pasó con Otto en su ausencia.
Otto viaja de repente por todo el Multiverso Marvel, viendo como es el resultado de cada realidad, según la decisión tomada por cada quien y su consecuencia (escena muy similar a lo que Nova y el Vigilante ven en Original Sin). Despierta en el 2099 y asume que es debido a que los cronotrones estaban ligados del 2099 al 2013. Así, Otto lucha contra el Ojo Público, quien cree que es Spider-Man 2099, aquí Otto se topa con Gabriel O'Hara, el hermano de Miguel O'Hara/Spidey 2099. Gabriel dice ya conocer a Peter y lleva a Otto a su laboratorio con equipo necesario para construir un portal del tiempo junto con un sistema inteligente holográfico, el cual Otto puede darle la voz e imagen que sea deseada. Otto junta piezas en un lugar abandonado, que es lo que queda de la Nueva York original. Otto acaba de construirlo y modifica el SIO (Sistema Inteligente Holográfico) para que sea parecido a Anna Maria Marconi, su novia de la Era Heroica. Otto cruza el portal junto con el SIO descargado en sus nuevas muñequeras, y piensa que ha llegado, pero en vez de eso se encuentra con la ciudad destruida, ya que llegó al What if... que pasaría si Spider-Man se hubiera unido a los Fantastic Four?, encuentra a los 5 Fantásticos (incluyendo a Spider-Man) muertos y revisa que Parker de esa tierra fue asesinado con una herida en la columna vertebral. Cruza de nuevo, pero ahora se encuentra en un mundo donde el House of M prevaleció y Magneto junto con los mutantes dominan el mundo, pero todavía con un Spider-Man muerto recientemente, viaja de nuevo a uno donde Parker se quedó con Iron Man por la fuerza (con el traje de Iron-Spider que lo controla) durante la Civil War y este se volvió corrupto, pero Spider-Man aún seguía muerto al igual que otro donde Peter se queda con la armadura de plata, ya que New York se quedó con tecnología avanzada para cazar criminales incluyéndolo.
Otto y el SIO se percatan de 2 cosas: 1. Todos los Spideys eran Peter Parker (Otto cree que es la razón por la que murieron) y 2. Todos ellos tienen la misma herida reciente cerca del corazón con la misma energía residual. Otto se comienza a preocupar que el asesino también pueda viajar por el multiverso. En Marvel: India, donde Spider-Man: India aún no ha muerto, pero lucha contra el asesino, sin embargo, este usa su heroísmo en su contra al dejar caer una casa sobre gente. Mientras lo sostiene, el asesino se dispone a destruir su espalda por detrás cuando el portal se abre y Superior lo detiene con una patada y ayuda a India a sacar a la gente. Otto le explica que el asesino es muy difícil de vencer, por lo que está reuniendo otros Spider-Man para vencerlo. Sin pensarlo 2 veces, India se aventura en el portal, pero se sorprende al saber que Superior ha reclutado a otros antes que él: Spider-Bitch, Spider-Monkey, Spider-Man: Noir, Spider-Man: Six Arms y el Spider-Man Ases ino (What if... Spider-Man se hubiera vuelto anti-héroe después de la Noche de la Muerte de Gwen Stacy?), creando así a los Superior Spider-Men.

### Preludio
En Marvel 1602, el Peter Parquah (Peter Parker) de esa tierra hace trucos asombrosos para la gente junto con Marion Wattstone para entretener al público. Su representante le ofrece al público una lucha contra Spidey, quien lo logre vencer, ganará una fortuna, sin embargo, nadie puede con él; en eso aparece un invitado especial que no quería dinero, sino su cena haciéndose llamar Morlum. El Sentido-arácnido reacciona y Paraquah aparta a todos de Morlum, le da un puñetazo en el rostro, pero Morlum le succiona sus nutrientes y la esencia arácnida en el puño (en otras palabras lo chupa) y deja su mano muerta. Morlum de un golpe lo saca volando rompiendo 2 columnas de madera y le rompe la columna vertebral con una de las columnas de madera, así lo chupa por completo hasta matarlo: ¡... todo lo que fuiste, eres y serás... es ahora MÍO!. Dicho esto, abre un portal y se dispone a matar a todas las arañas que existen en todas las realidades, dejando a todos, sobre todo a Watstone, traumados y desconcertados.
Edge of Spider-Verse 0.2: Superior Spider-Man #33
En la Tierra 2818, el asesino enfrenta a este Spider-Man, pero al lanzarle un metro del subterráneo, le entierra la lanza en la espalda, pero resulta ser un Cíborg debido a no tener sentido-arácnido y le dice que los Superior Spider-Men se le adelantaron al asesino y le advirtieron de su llegada. En eso ellos aparecen y lo apresan con armas de estática radiación en las patas de Otto para interrogarlo. Él les revela que hay más como él, pero se libera y destruye las patas y Bitch le entierra una señal del metro en los pulmones, hasta que él toma su bastón y hace una onda de energía, pero sigue débil. Los Superior Spider-Men intentan apresarlo otra vez cuando un portal se abre y dos tipos de piel blanca llamados Brix y Bora salen, dicen ser hermanos del asesino con la misma intención de matarlos, revelando el nombre de este: Karn. Ellos 2 le entierran dagas a Six Arms y en sus brazos superiores y atan y le rompen un brazo a Cyborg, pero al lanzarle dagas a Monkey, este las sujeta y se las devuelve. Los 3 hermanos luchan por su comida mientras los Superior Spider-Men huyen de vuelta al 2099, donde Superior le arregla el brazo a Cyborg. Otto sale a reflexionar y se promete a sí mismo no volver a Tierra 616 (el Marvel original) hasta arreglarlo todo, pero también está harto, ya que sus Spider-Men en su mayoría son variaciones de Peter Parker, por lo que los ve a todos ellos como simios. Al volver les ordena a Cíborg con su nuevo brazo entrar a las redes del 2099 sin ser detectado para buscar relación o parentesco con Karn, Brix o Bora. A Prabhakar y Noir (a quien apoda cuello de tortuga) buscar el lugar de ellos en el portal dimensional y a Monkey y al polinómico (Six Arms, ahora con muñequeras en sus heridas) lo mismo, pero por la corriente temporal; al irse, le dice al asesino y a Bitch que, a diferencia de los demás, ellos saben hacer lo que se necesita y por ello Superior, Bitch y Asesino son los más parecidos, por lo que piensan tal vez genocidio para atraerlos y tenderles una trampa, y Bitch le asegura a Otto que se hará lo necesario, aunque los demás no estén de acuerdo.
Edge of Spider-Verse 0.3: The Amazing Spider-Man #7 Marvel NOW!
En la tierra 616, universo de Marvel original, pero adelantado por 2 meses luego y Peter Parker ha vuelto a su cuerpo. Para saber cómo ocurre esto, ver aquí: Anexo:Historia de Spider-Man#Adi.C3.B3s a lo Superior.2C .C2.A1volvamos a lo Asombroso.21.
Spider-Uk
Spider-Uk, es el nuevo miembro del Grupo de Guardianes del Omniverso. Mientras vigila la realidad con una máquina creada por el Vigilante de ese mundo, se da cuenta de múltiples estragos continuos en el multiverso, por lo que encuentra a Morlum, Brix y Brat (a excepción de Karn) matando a múltiples Spider-Men. En uno de ellos, encuentra a Morlum ahorcando a un Spider-Man de un universo más amable y amigable que otros, y después de haberlo consumido e irse, se revela que fue la realidad de Spider-Man and His Amazing Friends (lo que explica que este Peter no fuese capas de decir alguna palabra en grosería en respuesta a lo que Morlum le hizo a él y sus compañeros (FireStar y Iceman), ya que la serie fue dirigida a niños, por lo que no manejaba lenguaje grosero). Spider-Uk, después ve a Spider-Cat asesinado por Brix y finalmente a Daemos devorando la realidad de Spider-Man Unlimited, donde este Peter incluso intentó fusionarse una vez más con Venom (razón de su máscara azul) pero sus esfuerzos fueron en vano (aunque posiblemente sea uno alterno al ser la Tierra-7831, y el de la serie original es el de la Tierra-751263, por lo que este puede estar a salvo aun). Daemos (hermano de Morlun) no se quería ir dado que está Contra- Tierra estaba infestada de animales humanoides creados por el Alto Evolucionario, lo que les brinda el obvio poder totémico. Entonces llega un enviado para decirle que su cacería debe continuar, por lo que ambos se enteran de que Spider-Uuk los vigila, y al instante este apaga la máquina. Apresurado y sabiendo que si el poder de todas las arañas es consumido por 1 ó más individuos relacionados, se tendrá un control total del multiverso; Uk sigue corre a avisar a sus superiores, sin embargo, ya que centran su atención en la desaparición de universos, ellos lo ignoran, salvo una de ellos, quien sabe del peligro que corren y le da un talismán que funciona con el poder de las arañas en el multiverso por medio de la gran red de la vida y el destino, y si ellas, la gran red deja de funcionar al igual qué el talismán, por lo que ella le da la misión de arreglar este asunto.
Edge of Spider-Verse 0.4: Spider-Man 2099 #5
Varado en el presente gracias a Otto y Tyler Stone (para más información, ver Anexo:Historia de Spider-Man#Maldad Necesaria)
En la Tierra 98120, Miguel O'Hara surgió en el presente y él es parte de Los Vengadores (se desconoce como). Miguel se siente acosado por alguien y de repente Morlum aparece e intenta consumir a Miguel. Los Avengers lo combaten y al final caen, mientras que Morlum logra su objetivo y en el instante en que él consume a este Miguel, el original Miguel O'Hara atrapado en la Tierra 616, lo siente como un shock, mientras persigue a unos criminales escapándose en un helicóptero. Por otro lado, en la Tierra 6375, otro Miguel O'Hara (teniendo la vida de Peter Parker) está con su MJ, pero también sabe la existencia de Morlum y el peligro que corre, y trata de abrir un portal a la tierra que Morlum nunca iría: la Tierra 616, la realidad donde murió.
Miguel está con Tiberius Stone y le pregunta que si en vez de crear armas, crean una prisión nueva para supervillanos, en eso Morlum mata a otro Miguel (en su traje de civil) y le da otro shock a este; Lyla escanea a Miguel y le dice que no encuentra ningún problema médico, y Miguel siente que es un problema de la araña (sus poderes), por lo que va al tejado y se cambia para ir con el único experto que conoce, pero un portal se abre y resulta ser el otro Miguel con MJ, pero en eso, al disponerse a cruzar (y no tener sentido arácndido), el otro Miguel es asesinado por Morlum y MJ corre, mientras el primer Miguel siente la muerte de su contraparte y se percata de que  eso se trata el shock. El cuerpo de su equivalente cruza la realidad y Miguel lo ve. Miguel ve a Morlum y sabe a qué se enfrenta debido a que-según la historia del 2099, Morlum murió, sin embargo, Morlum siente miedo y cierra el portal del otro Miguel, por lo que, al ver la cara de su contraparte, Spider-Man 2099 se dispone nuevamente a consultar al único hombre que fue capaz de vencer a Morlum y mejor experto que hay sobre estas cosas: Peter Parker.
Edge of Spider-Verse 0.5: The Amazing Spider-Man #8: La Última Batalla de Spider-gwen
En el universo alterno de Marvel Cómics 2, Daemos ha dejado devastada Nueva York por tratar de encontrar a la araña de esta realidad y deja gravemente herida a Spider-Girl y Normie Osborn intenta salvarla, pero en eso, aparece su padre ya retirado Peter Parker, pero, debido a ser una realidad alterna y no tener una pierna, Peter no sabe a lo que se enfrenta y ve a MJ y ambos saben que es su fin. MJ le dice a May (Spider-Girl) que se lleve a su hermano Ben Jr. May insiste en ayudar a su padre, pero ella se niega, ya que Ben es su responsabilidad, pero Mary Jane no la sigue para ayudar a Peter. May corre todo lo que puede cuando el portal se abre y el Last Stand Spider-Man aparece para ayudarla, pero al decirle que son todas las arañas, ella piensa en su padre, pero Last Stand le dice que, las lecturas solo leen a 2 arácnidos: May y Ben, ya que Daemos ha consumido a Peter y asesinado a Mary Jane y Normie, por lo que, al irse, se percata de que Daemos ha destruido el sueño de su padre de toda su vida: su ciudad, su familia y hasta su amor, por lo que le jura a Daemos olvidar su gran responsabilidad y matarlo.

## Edge of Spider-Verse 1-5
Mientras Otto recluta a los otros, Marvel decidió dar a la luz a unos nuevos Spider-Men al igual que regresan a otros antiguos. Cabe decir que todos, excepto el número 4, tratan el tema de los superhéroes, mientras que el excepcionado es acerca del género del terror. Los números 3 y 5 se centran en el manga.

### Edge of Spider-Verse N# º 1: Spider-Man Noir
Aquí nos cuentan como Spider-Man Noir, no ha sido visto durante varios meses y su sentido-arácnido ha estado activado por varias semanas. Un mago, Mysterio, dirige un show de magia, pero está siendo presionado por su baja reputación y por Kingpin, ya que resultó involucrado en el robo de la estatua arácnida, y para recuperarla cree que está en la sangre de The Spider-Man, así que decide secuestrar a Felicia Hardy para obtener la sangre arácnida, haciendo pasar todo como un acto de circo. Peter se presenta, pero Mysterio lo inmoviliza en un tanque donde le quita la sangre y lo encierra e inunda de agua, pero Noir usa su telaraña para poder hacerse una máscara y tomar aire. Se libera y vence a Mysterio y su asistente, peo el Spider-Sense empieza a doler y aparece Karn, por lo que Parker se percata de que se trataba de Morlum. Este intenta alimentarse de Noir, cuando se abre un portal y Superior aparece y se lleva rápidamente a Noir, mientras que Morlum termina harto de Otto. Superior le dice a Noir cosas que pasaran en su posible ausencia en su tierra, y le presenta a Spider-Bitch,-Monkey y Asesino What if...?

### Edge of Spider-Verse N# º 2: Gwen Stacy: The Spectacular Spider-Woman
En una prueba científica, Peter Parker le cede su lugar a Gwen Stacy, por lo que la muerde una araña radiactiva. Ella crea espectáculos a todas horas, mientras que Peter sigue recibiendo Bulling escolar y Gwen es la única amiga que tiene quien lo defiende, pero cuando trabaja como asistente con el Doctor Curt. Connors en la búsqueda de obtener dinero para su familia después de que un ladrón matara a su tío; al recibir golpes y burlas y ver que Stacy logró salir adelante, Peter se inyecta la fórmula de reptil que lo convierte en el Lizard. Después de una pelea y un accidente, Peter agoniza, mientras que Gwen le revela su identidad en secreto y lo besa, solo para que Peter le confiese que solo quería ser "especial" como ella, y luego muere.
Trece años luego, Spider-Woman y los seres superhumanos son perseguidos por la ley ya que la culpan a ella por "matar" a Peter. Ella como Gwen, esta en la banda "Mary Janes" como baterista, creada por la misma MJ ya que no tuvo ningún romance con Peter y esto no la volvió mejor persona. Matt Murdoc, sin Spider-Man, es un corrupto y cree poder "ayudar" a SW si mata a George Stacy con la ayuda de Rhino, pero SW aparece y le vence con sus palillos de batería y lo noquea, sin embargo George intenta arrestarla y SW no tiene más que revelarse quien es y le dice que se siente culpable, por lo que ahora tomara en serio su responsabilidad. George le deja ir y tiene fe en ella. Mientras esto ocurre, Spider-Uk la ve columpiarse viendo como ella sigue viva en esta realidad.

### Edge of Spider-Verse N# º 3: Aaron Aikman: Spider-Man
Aquí, la historia se rehace. Aaron Aikman de 24 años de edad, es un científico brillante en el instituto Ikegami. Él trabaja principalmente él la aplicación médica de los venenos de los insectos en el ADN, pero cuando hizo una prueba con veneno de araña, obtuvo poderes arácnidos y con su genio creó una seda similar al de las arañas reales, al igual que una armadura con múltiples visores frontales y por detrás. Su principal enemigo es Redeye (Ojo Rojo en español), quien era un tripulante en una misión a Júpiter, radiación de la tormenta lo convirtió en un monstruo con la capacidad de crear enormes ráfagas de viento y tormentas. Después de vencerlo, más villanos ocuparon el puesto de Redeye. Ahora, su peor enemiga es Naaumurah, quien su aguijón paralizante de Aikman no le hace daño y rompe fácilmente su seda. Ella ataca por la noche secuestrando gente, quienes curiosamente saben cuando ella ataca al tener la misma pesadilla; la jefa de Aaron, Dra. Kaori Ikegami fue su mentora alguna vez, cuya hija, Hanna de 10 años fue atropellada con daños cerebrales que la dejó en estado vegetativo. Ante esto, Kaori decidió renunciar y ayudar a su hija, por lo que Aaron la ayudó para encontrar una cura y con el tiempo entablaron una relación, pero un día sin excusa ella se mudó y trasladó a su hija a otra instalación. Con muchos intentos, Aaron encontró un patrón en Naaumurah, por lo que ahora cree vencerla al fin. Aaron encuentra a Naaumurah y la enfrenta pero se percata ya que resultó ser una de las víctimas y le dice que la humanidad ha caído, pero está agonizando y lo lleva a un hospital, donde terminó en coma gracias al armamento robótico que tenía conectado a su cerebro con un aparato similar al que Aaron desarrolló hace un tiempo, entonces ahora sabe quien estaba relacionada con Naaumurah: Kaori. Como Spider-Man, interroga a Kaori y le dice que hace años, revivió a Hanna, pero ella le dice tener un sueño de ella misma en un mundo oscuro, luego empieza a delirar y le empieza a decir que hacer, por lo que Kaori, tras dolor, decide ayudarla para crear un ejército de secuestrados caminantes y secuestrar más y más con tecnología robada de Aaron, pero ahora se dio cuenta de que nunca fue Hanna, sino Naaumurah por lo que acepta que Hanna ha muerto. Aaron corre para enfrentar a Naaumurah, pero al abrir una puerta, se encuentra cara a cara con Morlum, mientras que el mundo entero ha sido esclavizado por Naaumurah y sus caminantes.

### Edge of Spider-Verse N# º 4: ¡Yo caminé con una araña!
Aquí, ahora la historia es tan parecida como distinta. Patton Parneli es un chico amante de las ciencias, pero es un desquiciado al no considerar la vida como algo significativo e irónicamente está enamorado de Sara Jane. En una visita escolar a Alcorp, ella lo incita a llevarse todos los animales que puedan para demostrar su intolerancia hacia la experimentación animal, pero algo sale mal y Patton toma una araña femenina irradiada, pero está como mecanismo de defensa, lo muerde y la directora de su escuela los sorprende una vez activada la alarma y los llevan al área de seguridad de Alcorp; mientras los regañan, la sangre de Patton comienza a cambiar y le arde. Al llegar a casa con Sara, ya que son vecinos y su tío cruel, Ted trabaja en las noches. En la mañana, a Paton le da dolor de cabeza, pero su tío Ted no entiende y le azota con el cinturón, mientras que Sara tiene compasión de Patton al verlo por la ventana. Al poco tiempo, ahora tiene un hambre incapaz de controlar y todo lo que come, excepto un ratón, lo escupe y ahora Parneli tiene colmillos e intenta devorar más intentando hasta con un gato. Patton saca inclusive telaraña de sus muñecas y se percata de lo que le hizo la araña, por lo que se dispone a comer más para aumentar sus fuerzas. Cuando el tío Ted regresa del trabajo, encuentra la llena de telarañas y con animals enredados de cabeza y a Patton trepado en el techo. Paton se le abalanza y al instante le crecen 2 colmillos gigantes y ojos rojos para decirle que si algo Ted le enseñó fue que con un gran poder, viene un gran apetito. En su escuela, en el almuerzo, el bravucón, Gene Thompson, lo reta y termina siendo devorado. En casa a Patton le pasa por la cabeza ser un superhéroe arácnido, pero le parece muy aburrido. Sara visita su casa y le pregunta donde está Gene, y Patton le pregunta si el nuevo Patton le agrada y ella responde que si, por lo que la besa (lo que siempre quiso), pero entonces le muerde el cuello y a Patton le salen más ojos y una piel semiverde junto con colmillos más grandes. Sara corre por error a su cuarto y encuentra al tío Ted encadenado con telaraña. Patton se le acerca y le crecen un brazo en el costado izquierdo y derecho y revela críos arácnidos que están devorando a Ted y Patton le pide ayuda a Sara, revelándole que ha mutado tanto, que la esencia arácnida le revela a la gran red de las realidades y la vida y muerte (pero no lo suficiente como para saber del peligro inminente, ya que al parecer este carece de Spider-Sense). En eso, alguien aparece en la puerta llamándose Morlum, quien le arranca un brazo a Patton y Sara huye traumada. Morlum le arranca los colmillos y lo absorbe, pero para su gusto, un chico de 15 años, aún no está maduro. Al día siguiente, Sara descubre que no fue un sueño, ya que tiene la marca de la mordida de Patton y en eso le salen pequeñas arañas que le inundan la cara, presumiblemente sobrevivió.

### Edge of Spider-Verse N# º5: SP//dr
Artículo principal: Edge of spider-verse n.º 5
Hace cinco años, Richard Parker murió en su última misión con la armadura SP//dr, producto de un derrame cerebral. Pero Peni Parker, su hija, termina viviendo con los científicos y tíos Ben y May, por lo que, al tener una genética semejante, deciden someterla al proceso para usar la armadura de su padre: ser mordida por una araña genéticamente modificada que acepte su ADN; si lo hace, ella podrá usar la armadura, de lo contrario, ella morirá.
En el presente, Peni logró utilizar el traje, y ahora lucha contra supervillanos (todos reinventados en la cultura manganime). Ahora el nuevo villano es Mysterio, con la capacidad de crear un gas de miedo, y lo intenta con Peni; sin embargo, ella usa su enlace psíquico con la araña para concentrarse y vencerlo. En la escuela, el reinventado Daredevil, quien la invita a luchar contra los que sabotearon la armadura hace cinco años de Richard (ya que lo conoció) y ella se columpia en los edificios con Daredevil, mientras le pregunta a Daredevil cómo era su padre. Al terminar, deciden esperar a más enemigos para saber más sobre la muerte de Richard, y Peni decide irse a pie a casa. En el metrobús, este llega a una estación y cuando la puerta se abre, la gente huye asustada, y de repente Peni se encuentra cara a cara con Spider-Ham y el Last Stand Spider-Man. Ellos le explican el peligro inminente que todas las arañas corren, y ella confía en ellos, ya que su araña lo hace. En Parker Corporation, Peni toma su traje y se va con Ham y Last Stand al portal.
«SP//dr» fue creada por el historietista Gerard Way, y dibujada por Jake Wyatt.

## Spider-Verse

### The Amazing Spider-Man #9: La Reunión
Morlun mata un Spider-Man en la Tierra 499, donde la Tierra ha colonizado la Luna. Al regresar, la hermana de Morlun, Verna va a cazar a una tierra con arañas jóvenes, mientras que Daemos le revela a Morlun que todos saben du miedo a la Tierra 616, y al irse furioso Morlun, Daemos le pide al Gran Tejedor que lo lleve a la Tierra 616.
En ella, Peter despierta y Silk lo visita (para saber quien es ella, ver aquí: Anexo:Historia de Spider-Man#Adi.C3.B3s a lo Superior.2C .C2.A1volvamos a lo Asombroso.21) y le dice que Peter se vaya y ella se encargará de Nueva York para que las feromonas no los pongan a aparearse, pero Peter se niega. Al columpiarse, Silk le dice a Peter que amaneció pensando en él. Los antiguos lacayos del Superior Spider-Man roban un banco y Spidey y Silk los detienen, pero de repente aparece Spider-Woman (Jessica Drew) y su protegida Anya Corazón, Spider-Man 2099, luego de un encuentro con otro "él" alternativo, Spider-Girl, Spider-Uk y Spider-Ham. Spidey está atónito y Uk le dice que Morlun está viniendo y Amazing se altera y les dice a todos entrar la portal e irse rápido, ya que sabe a lo que se enfrentan. Daemos ha llegado a la Tierra 616 y ya venció a Kaine y los Nuevos Guerreros, llamando a Kaine el Otro y mencionando a alguien llamada la Novia. Al intentar consumirlo, es interrumpido por Last Stand, Bruce Banner Bullet Points y Spider-Gwen (Edge of Spider-Verse #2). Last Stand y Points distraen a Daemos y Gwen ayuda a Kaine, quien piensa que es otro asunto de clones, hasta que se aparece Ben Reilly y le explica todo a Kaine al otro lado en La Zona Segura, pero Bullet Points ya caído.
La Zona Segura resulta ser la Tierra 13, universo donde Spidey no perdió los poderes cósmicos conocidos como la Fuerza Enigma que convierte al usuario en el Capitán Universo, lo que hace que Los Herederos no piensen en ir allí, pero Capitán Universo no puede irse por ellos porque si sal de su realidad, perderá sus poderes al estar anclados a ese mundo. Amazing está al tanto de todo y atónito ante ver sus seres queridos como Gwen o Spider-Scarlet I vivos. Uk y Capitán Universo le dicen a Amazing, que la razón por la que lo reclutaron es porque The Amazing Spider-Man es la araña más importante y grande de todos ellos. En Ultimate Marvel (Tierra 1610), Miles Morales y Ultimate Spider-Woman están en la tumba de la madre de Miles ya que tiempo atrás, Miles no pudo salvar pese a sus poderes, pero le dice a Miles que al ser arañas, pueden ser su nueva familia, en eso Verna aparece y los persigue con sus sabuesos que resultan ser las versiones de su mundo del Duende Verde, Kraven el Cazador y Black Cat originales.
En el epílogo, en la Tierra 001, todos esperan a Morlun y en una pelea entre Brix y Brat (quienes cazaron a Spider-Mutant y Spider-Vampire), mencionan por error haberse encontrado con Karn y Jennix también comenta que Las arañas se reúnen lo que los sorprende un poco. Morlum regresa con Spider-Faraon. Daemos le dice a Morlun haber ido a 616, y este pelea con él. El padre de ellos los para y comienzan a comer también a Banner y Faraón.

### Spider-Verse Team-Up #1: El Poder del Pensamiento Positivo/La Suerte de los Parker
En la Tierra 94, Ben Reilly combate a un Buitre, pero de repente una banda de ellos lo ataca e intentan devorarlo y mencionan algo sobre una caza, pero lo ayudan Spider-Ham y Last Stand Spider-Man. De repente, los Buitres aletrnos casi se comen a Ben Reilly, y Last Stand le dice que son los sabuesos de Verna. Ben intenta irse, pero Last Stand le dice quien es y lo detiene, pero ellos 2 y Ham son paralizados con dagas venenosas por los Buitres, quienes intentan devorar las partes no esenciales de los 3 arácnidos, pero Ben le dispara a uno y por error desfigura la cara del otro cuando estaba sacando su escupitajo ácido y la desfigura y distraídos, son enredados por Ham, Last Stand y Reilly. Al irse, Stand le pregunta a Reilly si su Peter Parker no tiene poderes por la clonación, y este se lo afirma. Al llegar, Ham no cree que Reilly sea lo suficientemente duro para esto, pero Stand le dice que sí lo es y que gracias a su optimismo logró salir de la parálisis cuando ellos no pudieron.
En el equipo Superior Spider-Men, Noir y Six Arms van a una realidad donde solo hace semanas Peter tuvo una reacción alérgica a su araña y tuvo un estado vegetativo y un brazo peludo con garras como una araña, además que su tío Ben y May estuvieron viviendo en el hospital con él y les asaltaron su casa mientras estaban ahí. Noir intenta irse, pero Six Arms le dice que aun así es un tótem y deben ayudarlo y, Noir sugiere matarlo, pero Six Arms crea un plan. Entra en la base de datos e intenta producir una vacuna similar a la que intentó usar consigo mismo (que le dio los 6 brazos) para que se lo puedan llevar sin uso de las máquinas, pero en eso ese Peter convulsiona y se convierte en un monstruo araña. Noir se lo lleva e intenta razonar con él, pero este lo ataca. Six Arms llega justo a tiempo y le inyecta la fórmula, haciendo que Peter mude de piel y vuelva a ser humano y se cure de su esencia arácnida. La policía y May y Ben encuentran a Peter en el suelo e inconsciente, pero bien; Six Arms le dice a Noir que la razón por la que no funcionó con él fue porque este joven Peter tenía un ADN de araña débil y no había alterado sus células por completo, lo que hizo que funcionara, teniendo todo como un final feliz.

### Spider-Verse #1
El Tejedor Maestro habla de un mundo donde el tío Ben acompaña a Peter y es mordido. Mientras que Morlun mató a Spider-Man: Reign y aparece un flashback de la muerte de 1602 y la familia de Mayday. En la Tierra-2301, Spider-Man Mangaverse tiene una visión de unirse a las arañas y recurre a Venom volviendo al Spider-Clan. Al ir y se encuentra con su difunto tío Ben y se encuentra con Venom quien evita que pase, pero Spidey es ayudado por los Spider-Men de Uk y le piden unirse.
En la Tierra 803, en 1985, May Reilly fue picada por una araña de tantos animales que su padre tenía en cautiverio, por no le dio poderes. Electro interrumpe un baile entre los Reillys y los Osborn y huye secuestrando al alcalde. Ella cambia a Lady-Spider (un traje con patas de araña) y enfrenta a Electro, pero de pronto se reúne con otros villanos como Los Seis Hombres Siniestros, pero los vence y huyen de ella por medio de Mysterio. Y ella espera a que vuelvan.
En la tierra de Spider-Man TM. un Peter demasiado infantil va tarde a una cita con MJ, pero Morlun aparece y lo baja de un muro de un golpe a esta, Peter le lanza chocolates y Morlun fácilmente lo consume.
En la Tierra 11 (universo infantil), en una exposición científica, Penelope Parker es mordida por una araña de radiación. Al principio no quiere usarlos y quiere una vida normal, pero cuando Flash Thompson está cayendo y su mejor amiga MJ no sabe que hacer, Penelope lo salva con una bolsa en su cabeza. Penny acude a su tía May y ella le dice que el mundo necesita héroes y lo normal está sobrevalorado y Penelope se hace un nuevo traje y llamar Spider-Girl.
En otro universo, Peter y MJ llegan a un pícnic cuando llega Morlun, pero se percata de que todos, incluyéndolo, repiten frases sin darse cuenta (como en las series antiguas). Morlun se da cuenta de que no podrá consumirlo tan fácilmente porque esa dimensión cuesta mucho tiempo realizar siquiera un movimiento, pero de repente aparece con el Gran Tejedor y este le informa que ese mundo era cronológicamente inestable y se desvaneció; Morlun se desconcierta y se da a sí mismo un descanso, pero se revela que el Gran Tejedor lo sacó para proteger mínimo unos cuantos mundos (una de sus pocas rebeldías contra los Herederos).

### The Amazing Spider-Man #10: Fuerza Superior
Miles y Drew están en aprietos, pero los Superior Spider-Man los ayudan y matan a los sabuesos de Verna.
En la Tierra 13, Amazing le es dicho que él es el elegido por ser el único en el multiverso en haber vencido a Morlun. En eso, Uk recibe información del otro equipo y le revel a Amazing saber de la existencia de los Superior Spider-Men, y deciden ir con ellos en un equipo que consiste en Amazing, Ham, Girl, Kaine, Woman (Jessica, no Gwen), Reilly y Last Stand. Silk se lanza pese a la negación de Last Stand y va a la lucha.
En Marvel 2099, el equipo Superior se encuentra con el de Uk y Monkey se sorprende de ver a un cerdo parlante (ignorando la ironía de ser un Spider-Animal parlante igual). Otto llega y Amazing, Kaine, 2099 y Woman se ponen tensos, pero Last Stand dice que este Spider-Man también es de la Tierra 616 y Amazing recuerda que él en algún momento fue desplazado del tiempo y deduce que terminó en el futuro, mientras que 2099 está feliz de volver hasta que Amazing le recuerda la situación y el peligro que este mundo puede tener. Uk y Superior comienzan a diferir entre sus lideratos con sus respectivos equipos, donde Uk menciona que hay que irse, ya que Kaine y Silk son el Otro y la Novia y supera el aparato de Otto para esconder su escénica arácnida falle (mientras que Superior siente la atracción hacia Silk gracias a tener el cuerpo de Amazing aún, pero es más capas de contenerse que Amazing). En eso Daemos llega y los ataca, pero así, en el proceso, Cíborg es desactivado por Daemos y ambos equipos luchan con él, donde Amazing se reencuentra con Miles Morales y este último se extraña al ver al Peter que conoció y al Superior, pero más tarde nota la diferencia entre ellos 2 cuando este último mata a Daemos con sus patas a los puntos débiles (mientras que Girl quería hacerlo por sí misma). Otto ve el cadáver y ve como una oportunidad para analizarlo con ayuda de Six Arms y Lady Spider, pero antes intenta acabar con Silk al ser la fuente de los problemas. Last Stand le detiene y le dice que sabe que pasa realmente, pero un resurgido Daemos le consume conBrix y Bora acompañándolo y Kaine y Reilly deducen que es un clon y que probablemente así volvió Morlun todas las veces que Amazing lo venció y ellos con Ultimate Spider-Woman (quien tuvo que abandonar a Miles), los 4 clones van al origen de los regresos de los Herederos a través de su frecuencia (Scarlet Spiders), al irse con Miles, Amazing ve a un moribundo Last Stand y este se revela como un Ezekiel Sims de un universo donde Peter no venció a Morlun y murió y le dice que se disfrazó de Last Stand (aunque también murió) y fue con Uk, así le dice que él, la Novia, el Otro y el Vástago son todo lo que importa y él debe protegerlos, pero Silk toma el transportador de Peter y se va a otra realidad para mantenerlos alejados de los demás, pero Woman y Noir la siguen (uno de cada equipo) para mantenerla a salvo (Spider-Woman) y 2099 y Six Arms se llevan el cuerpo para analizar el antiguo cuerpo de Daemos y el verdadero tiene como deber propio recuperarlo, mientras que Otto y el resto de su equipo van con el de Uk a la Zona Segura, donde tranquilizan a Anya sobre Woman, pero Superior intenta tomar a la fuerza el liderazgo del equipo.

### Spider-Woman #1
Woman, Noir y Silk terminan en un universo donde la araña de ese mundo ya fue consumida y los alienígenas y humanos viven en un solo entorno, pero cuando Woman deja a Noir y Silk solos y les dice que si surge algo, deberán decirle antes de cualquier cosa. Brix y Bora llegan y los atacan, pero aunque estos salen ilesos, Noir termina muy herido y lo llevan a su tierra. Ya en el bar Clandestino La Gata Negra de Felicia Hardy llega The Amazing Spider-man para decirle a Jessica que está fuera de la misión y la asigna a otra, mientras que la reemplaza por Anya y Gwen, pero Silk se harta de Jessica y se va a la Tierra 901, donde la ataca un monstruo, pero sale ilesa, donde la ven desde lejos Brix y Bora.

### Scarlets Spiders #1: La Widow
Los 3 clones de Peter Parker; Kaine/Scarlet Spider (Tierra 616), Ben Reilly/Spider-Man II de su propia dimensión (Tierra 94) y Jessica Drew/Viuda Negra (antes conocida como Ultimate Spider-Woman) (Tierra 1610) Terminan al instante en una especia de hospital y al ver la ciudad gobernada por Jendrix y deciden disfrazarse de pacientes para no llamar sospechas (ya que aún tienen el aparato de Superior para camuflar su esencia, pero no su traje), mientras que Kaine se pone en modo invisible. Al caminar se percatan que Jendix usó su genio para clonar a la gente, incluyendo a los superhéroes (al parecer luego de que este Spidey haya muerto) donde encuentran con un médico que los sorprenden y deciden ponerse sus trajes por orden de Black Widow (quien no quiere volver a pelear desnuda gracias a la bata de paciente que usaba). Así, se encuentran con un Tony Stark quien resulta también ser un clon e intenta llevarlos antes Jendrix, pero Kaine lo detiene de un golpe cuando Stark no tenía máscara, Jessica le quita el traje (con el entrenamiento de Ultimate Iron Man) y Tony (quien cree que ellos nunca ganaran) les dice que Jendrix esta en el Edificio Baxter, donde Ben se pone la armadura y hace creer a todos que capturó a Widow y Kaine (sin máscara); Widow se escapa y aparece un recompensado Johnny Storm quien confunde a Kaine con su Peter Parker.

### Spider-Man 2099 #6
2099, Lady y Six Arms regresan al 2099 y Tyler Stone no puede creer que su Spidey haya vuelto tan rápido (con solo unas horas antes que lo mandó al presente). Miguel, Peter y May llegan a la casa de Gabriel y este le dice que hace unas 2 horas se topó con Superior y le dio un laboratorio. Miguel le informa la situación a Gabe y este se enamora a primera vista de May y su tecnología, pero Miguel intenta hacer un equipo con los héroes de su época, pero en eso Daemos llega y reclama su cuerpo y en el proceso mata a Six Arms y descubre que Lady no es una araña real sino con esencia artificial, hasta que Gabe le dispara a Daemos con un cañón de protones y May lo besa y se va con Miguel. Miguel le avisa a Tyler de su llegada y lo perdonará si abre un piso especial en Alchemax. Miguel distrae a Daemos mientras que Lady lo empuja al piso especial y resulta ser una prisión de superestática con la que contuvieron a Venom 2099, lo que provoca que Daemos caiga inconsciente, donde Lady y 2099 se disponen a analizarlo con el cuerpo original de este.

### The Amazing Spider-Man #11: Terrenos Elevados
En la Zona Segura, Superior y Amazing luchan entre sí, y Amazing no le importa si es su cuerpo, ya que es Otto Octavius, el Doc. Ock en su cuerpo, aunque este cree que o es Amazing de un mundo alterno donde Otto perdió o de su propio pasado. Peter engaña a Otto cuando le dice que lo mate, y este duda y Peter lo noquea. En la Tierra 001, el padre, cuyo nombre es Solus, decide ir con sus hijos, salvo Karn a la Zona Segura (quien este último asesinó a Spider-Wolf). Amazing le pide una tregua y lo nombra segundo al mando a Superior y le es informado que Noir ha caído y manda a Gwen y Anya Corazón a reemplazar a Woman, ya que intentan usar las máquinas de Superior para camuflarse y ponerlas en sentido inverso para localizar Herederos y ella es la ideal para ir a la Tierra 001 y espiar los planes de ellos; mientras que manda a Ultimate TV y a Ultimate Comics (Miles Morales) a reclutar a todos los Spider-Men aun a salvo, donde su primera parada es la realidad del Spider-Man de los 60s y Ultimate TV se percata que es un mundo en los años 60s y en seguida aparece su secuencia rápida de ensueño (el mini Spidey de su cabeza de la serie) representando a un hippie y Miles lo nota y se comienza a cansar de Ultimate TV.
Peter se va con Gwen y Anya, pero al instante aparecen Solus (el padre de los Herederos) y sus hijos, Jendrix mata a Monkey y Morlun a Capitán Araña, al instante Universe entra en la batalla donde logra matar a Jendrix, pero Solus le revela que ya no importa si lo mata, ellos volverán como clones y más clones. Al instante Solus da un salto hacia Universe teniendo una breve batalla donde este termina siendo devorado aún con todo su poder, dando a entender que no hay zona segura en el multiverso, Uk llama a Amazing y Morlun toma al pequeño Benji, revelando qué, además de que Silk es la Novia y Kaine el Otro, Benji es el Vástago.

### Spider-Verse Team Up #2: Demasiados Spider-Mans/Una araña en las sombras
Él, Ultimate Spider-Man: Red de Guerreros de la televisión (por Disney) ha llegado con Miles a la Tierra 67 (universo del Spider-Man de los 60s) y llaman la atención balanceándose de un lado a otro a para atraer a ese Peter por medio de Jameson, mientras que notan que los edificios se repiten muchas veces. Encuentran a 60s y Ultimate TV intenta razonar con él al estilo de la época, pero Miles le detiene y le dice todo, a lo que 60s le cree, ya que una vez se cruzó con otros tipos disfrazados de Spidey en otro planeta (mientras que Ultimate TV sale como en la serie animada, de la Cuarta pared explicando que no cree que 60s sea bueno para esto). En eso Escorpión, Electro, el Duende Verde, el Buitre y el Dr. Noah Boddy (un tipo del futuro invisible con un arma de Uranio) los atacan y el Dr. los inmoviliza y mientras los 2 Peters y Miles arman un plan. Los villanos se pelean por cuál araña destruir cuando Ultimate TV le jala los pies a todos y el Dr. enojado los inmoviliza y luego Miles en modo camuflaje le da al Dr. un toque venenoso y lo vence. Con los villanos en la cárcel, 60s tendrá que avisar a Jameson y a su tía que no estará por un cierto tiempo y al ser casi todos Peter Parker, Ultimate TV y 60s van como Peter con la tía May y con Jameson, pero a la vez se sorprenden de que uno se viste muy viejo y otro muy a la moda. Al terminar esto, se disponen a ir por otra araña, mientras que Ultimate TV rompe la cuarta pared de nuevo, asegurando que continuará el Spider-Verse #2.
En la Tierra 21205, Gwen sigue a un Peter que perdió el rumbo cuando ella murió, matando al Duende Verde y luego él mismo, refiriéndose a sí mismo como él y ya no como él mismo, por lo que toma la fórmula goblin y se vuelve el Hobgoblin, así Gwen le ofrece volver a ser el hombre que era, pero Varna aparece y hace explotar un lugar con su Rhino-Sabuso, así Peter se vuelve un buen Hobgoblin y mata a los sabuesos, pero Verna lo atrapa y antes de que pueda consumirlo, Peter a activa una bomba y muere. Gwen despierta y enojada le jura a Verna vengarse y regresa al portal.

### Scarlets Spiders #2: El Otro
Ben y Kaine escapan y Widow les informa que hay un cuarto con los clones de Jennix, así, Kaine secuestra a un clon de Max Modell (antiguo jefe de Horizon Lab's y de Peter Parker en la tierra 616) y les dice que no solo es de Jennix, sino de todos los Herederos, por lo que Ben y Kaine deben planear destruirlos sin tener que matarlos, pero Kaine descubre un cuarto con clones arácnidos fallidos y Jennix llega y les dice que alguna vez intentó clonar a su Peter Parker, pero falló tanto que estaba por intentar cazar como su familia hasta que los Scarlet Spiders llegaron a su mundo y vio que al ser perfectas arañas clonadas, capturarlas y analizarlas para clonar y consumir más tótems por siempre. En eso, Kaine y Ben huye, pero Jennix llega en persona con ellos y mata a Modell, mencionándolo como una decepción más para su próximo proyecto: cazar a los clones.

### Spider-Woman #2
Peter cambia de misión a Jessica y la manda a la Tierra 001 para infiltrarse y espiar los planes de los Herederos, pero descubre que, además de ser una mezcla entre otros universos, ella existe en este mundo como una mercenaria con piratas asociados con los Herederos y su contraparte es muy diferente a como es ella, además de no tener poderes. Drew se hace pasar por la otra Jessica para facilitarse la misión. Silk huye de Brix y Bora y entra en su propio portal coincidiendo con Woman. Jessica intercambia teletransportador con Moon, ya que el de ella está roto, así, Brix y Bora ven a Silk y la persiguen, pero se detienen al ver que ella termina en la Tierra 31145, donde tras una guerra termonuclear, el aire está contaminado y si bien Silk tose y empieza a vomitar, los Herederos parecen agonizar al instante, significado una nueva Zona Segura. Jessica noquea a su contraparte y se encuentra con Morlum, quien luego la besa significando que ella es una criada de los Herederos.

### The Amazing Spider-Man 12: Cualquier Otro Lugar Excepto Aquí
Superior manda a algunos para matar a Solus, pero este revéla tener un poco de los poderes del Capitán Universo y mata a Knight y Lizard. Girl, por su parte, intenta detener a Morlun de llevarse a Benji al portal suyo, pero Morlun responde con un golpe que la deja débil. Parece todo perdido cuando de pronto Amazing vuelve con Gwen y Anya, revelando que después de Silk, fueron a visitar 3 Japonés diferente encontrando a Spider-Manga (no Mangaverse, sino un jeroglífico japonés antiguo) y a quien ataca a Solus: Supaidaman con su robot gigante, Leopardón, pero Solus destruye a Leopardón y todos se van mientras está distraído, pero Supaidaman termina vengativo, pues dejó a su compañero en el campo de batalla. Silk se hace un traje de redes para aguantar la radiación, pero ahora sabe que los Herederos no pueden cruzar a la Tierra 3145 y decide ir al único lugar seguro: un búnker como el que ella estaba en la Tierra 616, ya que Ezequiel Sims lo diseñó hasta para poder resistir una guerra termonuclear. Los Spider-Men llegan a un mundo no evolucionado donde el meteorito que extinguió a los dinosaurios no cayó. Girl está harta de que la consola y les dice furiosa a todos que el único y verdadero Spider-Man es su padre y está muerto. Amazing intenta llamar a Woman y este la dice todo lo que ocurre en la Tierra 001, pero que cambió teletransportadores con Silk y hora solo puede abrir portales pequeños. En eso ella se encuentra con el Tejedor Maestro y cuelga a Amazing; luego contacta a los Spider-Reclutas (o la Red de Guerreros como le dice Ultimate TV) y Ultimate Comics le dice que él y Ultimate TV reclutaron a 60s, Cowboy, X (el de la Tierra X) y ahora a Spider-Mini en su mundo de Mini Marvels, conduciendo Ultimate TV el Spider-Móvil de Mini, por lo que todos le aconsejan a Miles relajarse un poco para poder procesarlo todo; se comunica con Lady y 2099 y este le dice tener a Daemos y el cuerpo clonado del mismo para analizarlo, pero en eso Jennix habla con Amazing y le dice que cada vez que hablan por el teletransportdor, pueden oírlos gracias a que es por medio de la Gran Red, pero que al estar ocupado con 3 arañas en su pantalón, le deja el trabajo a Verna, quien lleva más sabuesos que los atacan y ella personalmente mata a Betty Brant, pero Silk le habla a Amazing y le dice que vallan a la Tierra 3145y Verna detiene a sus perros. Todos llegan y Superior culpa a Amazing de que los llevó a una zona nuclear, pero Silk les hace señales de telarañas y ellos llegan al búnker cosa que encuentran muy conveniente. Silk les dice que están seguros y que los Herederos no pueden llegar ahí o de otra forma agonizan más rápido que ellos, pero que en este mundo el que fue mordido por una araña radiactiva y que esta en el búnker es: el tío Ben (inicio de Spider-Verse #1).

### Spider-Verse #2
En la Tierra 30485, Morlun llega al universo de Marvel Tribute (un juego en línea de 2 jugadores similar al de Marvel vs. Capcom, donde llega de forma instantánea al modo arcade y este Spidey le da con sus mejores golpes (web-balls, spider-punch y maximum spider) pero gracias a que el juego no muestra resultados reales de golpes, Morlun ni se inmute y hace su propio golpe llamado golpe heredero y con eso mata a ese Spidey, mientras que en la vida real un niño que están jugando acaba atónito ante esto.
En otro universo paralelo con el nombre de Tierra 138, Norman Osboern llega a ser presidente y crea con Oscop policías mejorados con un experimento llamado V. E. N. O. M. que se une directamente al huésped. Spider-Man y el Capitán América llegan a hacer una pequeña alianza con otros héroes y antiheroes y cuando al final de la guerra todas las tropas de Norman llegan frente a ellos, Spidey activa un amplificador mejorado que al tocar la guitarra, todos los Venom, incluyendo a Norman llegan a su fin poniéndose débiles ante las vibraciones y son vencidos por otros héroes. Al llegar a casa, es reclutado por Superior Spider-Man y lo llama peleonero, ya que este Spidey era Spider-Punk.
En un mundo paralelo llamado Tierra 7082, Uk llega a reclutar a Kwaku Anansi o simplemente Anansi, quien es el mismo dios africano y el spider-man de ese universo, donde este spider en dicho momento tiene que terminar su historia y Uk de forma graciosa se tiene que vestir de oveja para acabar rápido el cuento y al final luego de una vergonzosa tortura a manos de un tigre parlante, Anansi cede a jugar su papel en Spider-Verse como Uk lo hizo en su cuento.
En un universo de Marvel recreado en México, en la Ciudad de México o el DF, el padre de un chico llamado la araña, quien era luchador, muere en el último ring y su hijo, Jr. decide volverse un justiciero enmascarado con el traje modificado de su padre, conocido como El Arácnido JR, el espíritu de las calles quien trabaja en el periódico Deforma (una mezcla entre el Daily Bugle y el periódico mexicano, Reforma) como fotógrafo. Jr busca al Kingpin mexicano para salvar a la hija pelirroja de un actor estadounidense, Maria Juana-Watson, y mientras lo hace, enreda a dos lacayos en una tienda cercana de Frutsy. Jr encuentra al Kingpin y lo deja inconsciente como a sus guardaespaldas, apoyándose de los edificios más pequeños y postes de luz de México para luchar. Al terminar, María Juana es rescatada y ayuda al arácnido a vencer a los matones, prometiéndole Jr unos tacos en el OXXO antes de dejarla con su familia.
En un pequeño flashback a la última batalla de los Spider-Men contra los Herederos, donde una versión similar a Amazing todavía casado charla con uno alterno donde a MJ le dispararon y murió, significando que nunca hizo trato con Mephisto y siguió con su difunto matrimonio, mientras tanto se toparon con Tobey Maguire/Spider-Man y Andrew Garfield/El Sorprendente Hombre Araña, como a uno que no paraba de cantar canciones (el Spider-Man de Brodway Turn Off the Dark) y al de Electric Company (el que es al estilo Dora la Exploradora al intentarle enseñarle inglés a Black). Luego de recargar sus telarañas ellos hablan brevemente de sus diferencias entre sí y las otras arañas, después Miles Morales les dice que hay un plan B para continuarlo todo, dejando todo como un misterio.

### The Amazing Spider-Man #13:No más Spider-Men
Los Herederos revelan a Solus sus errores como que Silk encontró la única tierra a la que no pueden cruzar (Brix. Bora), los clones destruyeron la base de clonación de los Herederos (Jennix), no haber podido cazar alguna araña gracias a los Spider-Reclutas y Gwen (Verna). Solus calla hasta a Benji, quien lloraba, ya que esas perdidas son nulas al ya tener al Vástago y solo faltan los otros, declarando que cuando los tengan, no habrá más Spider-Men.
En el búnker, Ben les dice que cuando obtuvo sus poderes, los usó directamente con poder y responsabilidad y au Peter e hizo unos lanzadores de telarañas, per al hacer enemigos, el Elfo Esmeralda descubrió su identidad secreta y voló la casa Parker con la tía May y Peter. Sin aliento de esperanzas, Ben renuncia y conoce a Ezequiel Sims y le ofreció ponerse en el búnker por el peligro de Morlun y sin pensarlo 2 veces, acepta. Amazing intenta hacerle recordar lo correcto, pero Ben revela que al no haber un Spider-Man, no detuvo a su Otto Octavius en El Fin de la Tierra, cuando si Spider-Man no creó un equipo de héroes, Otto llevó casi al cabo su plan con sus demandas, su bomba termonuclear que tenía hubo un mal cálculo, accionándose antes de tiempo y matando a todos menos a Ben.
India se preocupa que todos tienen sus parecidos, pero que en sí todos giran alrededor de Peter Parker, pero Uk le dice que cada quien es y no existen cosas baratas o imitaciones. Silk decide ir con Gwen a Loonwrld, donde se topan otra vez con Woman. Superior enfurecido con su contraparte de este mundo, toma los rollos e intenta leerlos y cuando saca a su SIO y Amazing reconoce a Anna Maria Marconi, por lo que deduce con temor que si su Peter en el pasado nunca la ha conocido, entonces él es su Peter en el futuro, donde Otto pierde todo y Peter ganó. A continuación es interrumpido por Anya, quien tiene la capacidad de leerlos y les dice que los Herederos deben destruir a las arañas de la existencia y reunir la sangre Vástago (Benji), la Novia (Silk) y el Otro (Kaine). Así que deducen todos que si tienen a dos de los 3 no le harán daño a Benji, pero después Amazing se entera de que Kaine y Silk ya están ahí, por lo que con los tres juntos, llama a todos: a 2099 y Lady en la antes Zona Segura, a Ultimate Comics y Ultimate TV con los reclutas a recoger a Black Widow, ya que Kaine se llevó el único teletransportador que los clones tenían, sin embargo, el tío Ben sigue desanimado de fallar de nuevo y ni las bienintencionadas palabras de Amazing lo ponen de pie, hasta que Superior lo llama viejo y le dice que él como villano o héroe ha fracasado más veces que ganado y aun así se ha levantado, ya que el poder de la araña no es lo que levanta al hombre, sino que el hombre es quien lo hace.
Kaine se convierte en araña mutante y es atacado por Daemoa, Solus y Morlun, pero rápidamente, en su momento de gloria y distracción, Solus muere por Kaine y Morlun se pone y furioso y ataca sin pensar. Kaine es derrotado y Morlun dice a Daemos que se lleve el cuerpo y decide reunir a los otros Herederos Mientras, Woman, Silk y Gwen son atacadas por Verna y sus sabuesos Green Goblin.
Inspirado, Ben decide volver a ser Spidey y con todos en su lugar, Amazing los llama a todos como los Spider-Amigos a ir a la mayor batalla de sus vidas.

### Scarlet-Spiders #3:El Héroe
Ben y Kaine rápidamente descubren a Jennix y se le hacen frente, pero Ben es herido en el proceso. Kaine entra en un estado de furia cuando Jennix lo llama rata de laboratorio hasta convertirse en 1/4 humano y aumenta sus poderes y mata a Jennix. Jennix resurge y es asesinado esta vez por Jessica, quien encontró el panel de control que lleva la esencia de los Herederos a esa Tierra, ya que se conecta a la Gran Red. Así, Jennix se enfrenta a Jessica y Kaine, pero al final caen. A punto de morir, sin salvados por Ben, quien hace seguir a Jennix al centro de control, sacrificándose haciendo volar el panel y haciendo que los Herederos ya no se puedan clonar. Jessica y Kaine escapan de la explosión, pero Ben muere. Enfurecido, Kaine abre un portal y se dispone a ir a la tierra de los Herederos mientras se convierte poco a poco en araña mutante otra vez, dejando a Jessica sola.

### Spider-Verse Team Up #3: Demasiados Spider-Mans/Aracnizados
Anya, Uk, Punk, India y Bitch llegan a la Tierra 3123 para llevar a cabo un plan nunca antes ideado. Ahí, Karn amenaza a un Peter Parker y Ben sin poderes a decirle donde está el tótem y resulta ser la tía May como Spider-Ma'am (en español Señora Araña) y esta le revela a sus seres queridos quien es y se deja consumir por Karn, quien queda emotivo con el momento, pero que su profecía debe cumplirse. Antes de matar a la tía May, los Spider-Men llegan y combaten a Karn. Durante la lucha, le convencen a Karn que su familia nunca han tenido intención en regresarlo a Loomwod y que lo mantienen ahí únicamente para utilizarlo para sus fines. Karn, traicionado y arrepentido de todas las vidas que ha quitado, se tira al suelo, pero Anya le dice que le perdonan, ya que solamente quería estar con su familia y que quieren reclutarlo para vencer al resto de los Herederos; Kran menciona que aun así tiene que saciar su hambre y para ello, Uk propone darle de vez en cuando un poco de energía vital para mantenerlo contenido. Así, Karn se vuelve aliado de los Spider-Men y más que nada, dejando atónitos a Peter, Ben y May.
Antes de ir todos a Loomworld, Mayday culpa sin razón a todos por no preocuparse por Benji, hasta que recobra la razón y en un arrebato de ira, da un puñetazo a una pared del búnker y deja un agujero. El tío Ben se molesta y le dice por qué está enojada. Una explicación de May más tarde, Ben se siente empático con ella y le dice que no debe vengarse y seguir la responsabilidad, pero May lo ignora al ser este su mundo resultado de que él no siguió la suya. Uno a otro se comienza a dar consejos sobre ser mejores cuando del agujero que May hizo salen arañas mutadas por la radiación de afuera. May y Ben las detienen, mientras que Mayday usa sus poderes de adhesión para magnetizar a las arañas, Ben hace un campo de telaraña para meterlas y empujarlas afuera. Una vez esto terminado, sellan el muro, pero Mayday sigue resentida con Daemos, aun con deseos de asesinarlo.

### Spider-Man 2099 #8
Miguel y May ven una distopia distinta a lo que era la Zona Segura y más tarde a un destrozado Leopardón. Ahora, sin tecnología del 2099, May propone ir a su mundo para repararlo, pero Amazing llama a que todos desesperadamente vayan a Loomworld. Ahí, como May Reilly, Lady pide usar el laboratorio para algo de arañas y Harold Osborn la invita a salir más tarde. 2099 y Lady ven que los Herederos son altamente sensibles a la radiación y como no ha sido descubierta la manipulación de radiación, no saben cómo continuar. Norman Osborn llama a los 6 Hombres Siniestros y atacan a 2099 y Lady. Ambos se las arreglan con ellos y 2099 rompe una vena de cuello del Duende Verde y este huye, pero en el proceso muere el Doc. Ock. Al ver los brazos de Otto, ven que este usaba radiación para controlar los brazos, pero que no estaba del todo contenida y moriría tarde o temprano de Cáncer. Con esto, deciden especializar a Leopardón para que sus ataques tengan radiación contenida.
Mientras tanto, Harold Osborn vio la pelea y huye a decirle a su padre al ser el laboratorio parte de su propiedad, pero entra sin previo aviso y ve a su padre, Norman Osborn, con el traje del Duende Verde y este toma una pistola y dispara. May y Miguel activan a Leopardón, crean un portal a Loomworld y van directo con los Spider-Amigos.

### The Amazing Spider-Man #14: Red de Guerreros
En Loomworld, Gwen y Woman luchan contra Duendes Verdes y en eso los Spider-Amigos les ayudan, pero reciben la mala noticia de que se llevaron a Silk, por lo que deciden buscarlos (en esta parte ocurre el flashback de Spider-Verse #2).
Morlun, Daemos y Jennix envuelven al cuerpo de Kaine y Silk junto con Benji a la madeja del Gran Tejedor, pero siguen desconcertados cuando ven que Solus murió, ya que la profecía dijo que Solus regresaría, pero esto es imposible ahora sin la máquina de clones y Jennix revela un cristal que contiene ADN y memoria de Solus para que cuando acabe todo, rehagan la máquina y regresen a Solus. Morlun con un cuchillo contra Kaine le quita la sangre, vertiéndola en la madeja como parte del ritual, pero a continuación el Gran Tejedor dice que las arañas vienen por él, entonces Morlun manda a Verna, Jennix y los niños (Brix y Bora) para no interrumpir nada.
Ultimate TV da la orden a Miles desde otro mundo y abren un portal para que Miles atropelle a los 4 Herederos con el Spider-Buggie con Cowboy, Black Widow, 60s, Mini, Baby, Future Fundation, Caveman, Ninja, Wolverine, Hulk, Dopleganger y todos aparentemente de la televisión y películas (más los otros con trajes alternados de Amazing como Future Fundation). Superior llama a Ultimate TV y su equipo inadaptado, pero Amazing le dice que si todos son arañas, serán inadaptados. Black Widow ve la ropa de Kaine destrozada y asume que ha muerto.
Luego es Silk a quien le sacan sangre y seguido de eso está a punto de cortar a Beji cuando Amazing le quita el cuchillo, pues llegan los Spider-Amigos. Daemos se interpone, pero por él va Superior y Amazing va directo con Morlun. Amazing le dice haber notado que este lo ha estado evitando, ya que si lo venció 2 veces, pero Morlun dice estar apto por cazar a otro Peter Parker de otros mundos y ambos luchan, mientras que Girl se encarga antes que Superior de Daemos e intenta matarlo. Ben encuentra una red todavía funcionando y va a un mundo lejano.
Karn llega con Uk, Anya, India, Bitch y Punk y Karn renuncia a su herencia y ayuda a los Spider-Amigos a vencer a su propia familia.
Morlun intenta seguir con Benji, pero es sorprendido por un desnudo Ham, quien dice que cuando no miraban, Ben se llevó a Benji a su mundo y Ham se hizo pasar por un bebé, llamando a Morlun Hamboozled (referenciando a Bamboozled, una película del 2000). Daemos empieza a vencer a SP//dr y Mangaverse van en su ayuda, pero 2099 y Lady llegan con un mejorado Leopardón con radiación que con mucho gusto Supaidaman usa para el combate. Girl toma distraído a Daemos y sujeta el cristal que llevaba.
Morlun le dice a Amazing que solo retrasan lo inevitable, pero al encontrar una solución superior, Superior mata al Gran Tejedor, dejando tanto a arañas como Herederos atónitos. Amazing recuerda a Superior que al ser héroes, los héroes no matan, lo que hace que Girl se dé cuenta de que si mata a Solus, será una asesina como Daemos, pero no le da el cristal. Con sus planes fracasados, Morlun entra en ira y empieza a matar a Amazing, pero Gwen convence a todos que lo dejen, ya que Amazing tiene un plan. Morlun le pide a Amazing últimas palabras y este, débil dice, vete al infierno, por lo que abre un portal a la Tierra 3145, donde Morlun se empieza a morir y Amazing le dice que siga las redes que Silk hizo y encontrará el búnker, pero sin algún portal, no volverán a hacer daño. Silk abre un portal y se lleva a Amazing, recordándole que siempre estarán conectados.
Luego, con Leopardón fue más fácil derrotar a los otros y Karn personalmente los tira uno por uno al portal, a excepción de Daemos, quien intenta saber la misericordia de Mayday y esta arroja el cristal de Solus y Daemos corre solo por el portal para agarrarlo y el portal es cerrado. Ham le dice a May que si fuera humano y padre de ella, estaría orgulloso. 2099 dice que puede usar las redes para llevarlos a todos a sus respectivos tiempos, lo que hace que Superior quede pensativo, mientras que Silk y Amazing inician una relación al fin.

### The Amazing Spider-Man #15: Epílogo
Uk regresa a todos a sus realidades y Mayday se disculpa por haber sido grosera con él, pero Peter le dice que está bien dado que ella sufrió más que otros y aun así se mantuvo en el camino correcto. Girl vuelve a su mundo y Ben le dice que Benjy y más familia están ahí. May entra a su casa y ve que su madre, MJ, y su novio, Wes sobrevivieron al ataque de Daemos. Todos miran a Ben y este pide que, dado que su mundo se perdió, podría quedarse, a lo que muchos aceptan. MJ le da a May el traje que su padre usaba y siempre quiso que ella usara, por lo que Spider-Girl se convierte ahora en Spider-Woman.
En Loom World, Ultimate TV y Ultimate Comics se despiden y el primero de estos le dice que si ocurre algo como eso de nuevo, que sea en su mundo, la Tierra TRN123, a la cual vuelve. Miles y Jessica Drew vuelven a la Tierra 1610, dejando en Loom World tan solo a los de la Tierra 616. Pero tras eso, Superior se vuelve loco y pierde el juicio, destruyendo poco a poco la Gran Red intentando cambiar su destino. Uk dice que con cada red que se rompe, un portal se pierde, por lo que Amazing manda a Gwen y a Miguel O'Hara, dado que ambos estuvieron ya mucho tiempo fuera su dimensión. Gwen quiere saber como terminará todo y 2099 le dice que Ock volverá al pasado y perderá, puesto que él estuvo ahí. Anya encuentra el cuchillo de Morlun mientras luchan con Superior y esta ve que ahí dice siempre habrá un Gran Tejedor vivo y le quita la armadura y ve que es un Karn del futuro. Amazing lucha contra Superior y gana como la última vez y Otto pone en su SIO en un modo de descanso de 100 días. Karn acepta su destino y con la esencia de cientos Spider-Men, puede manipular la maquinaria de las redes. Con las que quedan intenta repararlas. Superior queda resentido con Amazing y el Nuevo Tejedor y este le informa que al tener que hacer un viaje tanto en el espacio como en el tiempo, su memoria se confundirá y olvidará desde antes de que llegara al 2099. Así, termina, Dock Ock en el pasado y la historia continua.
Anya recuerda que técnicamente ellos mataran a los Herederos si no comen energía totémica, pero el Nuevo Tejedor les dice que no necesariamente, ya que gracias al hueco de furia de Girl, montones de arañas mutadas llegan y la familia literalmente puede comer sin necesidad de matar Spider-Men.
Sin embargo, las cosas empeoran un poco más cuando el Tejedor dice que el universo de Uk ya no existe y se debe a que una anomalía está destruyendo realidades y se llevó la suya. Ahora sin un mundo, Uk decide junto con Anya Corazón ir a los mundos que perdieron arañas y ayudarlos. Con todo reparado, Amazing, Silk y Woman vuelven a la Tierra 616. El Tejedor les da lugar para dormir a Anya y Uk, mientras que, dentro de las redes, Kaine resurge de nuevo
En la Tierra 616, Silk y Woman deciden volver a sus vidas un poco más normales, mientras que Amazing Spider-Man decide volverse más responsable en su trabajo como director de Parker Industries. Spider-Man ayuda a una mujer de un ladrón, y por primera vez alguien le dice gracias.

## Arañas
1.- Tierra 616 (Marvel Original). Peter Parker/The Amazing Spider-Man del Marvel Universe original vuelve en Superior Spider-Man #31.
Historia: Mordido por una araña radioactiva, Peter Parker obtuvo poderes asombrosos como: adherirse a casi todas las superficies, sentido que le advierte del peligro antes de que ocurra, fuerza proporcional arácnida, reflejos arácnidos y lanzadores artificiales de telaraña para columpiarse. Luego de la muerte de su tío Ben a causa de un ladrón que Peter pudo detener, aprende que un gran poder conlleva una gran responsabilidad, volviéndose un justiciero enmascarado.
2.- Tierra 616. Otto Octavius/Superior Spider-Man Mente de Otto Octavius en el cuerpo de Peter Parker. Se aventura aquí cuando cae en la fisura de tiempo en el número extra Superior Spider-Man 32 y 33, siendo esto como un pre-inicio de Spider-Verse.
Historia: El Dr. Otto Octavius experimentaba en una industria con sus recién creados brazos mecánicos, pero no contaba con que una explosión le destruiría la mente y fusionaría sus brazos, volviéndolo un villano, pero Spider-Man se interpuso en su camino en todas las ocasiones. Cuando moría, intercambia mentes con Spidey, pero también su sentido de responsabilidad, convirtiéndose en The Superior Spiderman.
3.- Cindy Moon/Silk También procedente de la Tierra 616 como Amazing, Kaine y Superior. Es conocida como La "Novia".
Historia: Hace trece años una araña muerde a Peter Parker y este sale mareado de la exposición científica, pero antes de morir la araña muerde a Cindy Moon, quien al no comprender sus poderes, va con Ezekiel Sims, quien la encierra en un búnker secreto para "entender" mejor sus nuevas habilidades apartándola de su familia y amigos. Años luego Amazing se entera de esto y la libera, pero por error Morlun se entera de esto y se dispone a comenzar La Gran Cacería.
Ella tiene los mismos poderes de Spider-Man, pero es más ágil que su Spidey y con un alto sentido-arácnido.
4.- Kaine/Scarlet Spider II: Segundo clon para acabar con Peter y Ben, conocido antes como "el clon imperfecto de Peter Parker".
Historia: Es revivido, transformado y controlado por el Chacal y la Reina Araña, durante los sucesos de Spider-Island, pero gracias a la cura de Anti-Venom, volvió a la normalidad, a tal punto de que se volvió igual que Peter. Se independizó como Ben y se unió a los New Warriors, tomando la identidad del mismo como reconocimiento. Es uno de los tótems arácnidos más raros, conocido como El "Otro".
5.- Jessica Drew/Spider-Woman:
Historia: La primera y original Spider-Woman, obtuvo sus poderes después de una mordida de una araña venenosa; su padre, al intentar salvarla, le aplicó un suero que no solo la cura, sino que también le dio poderes arácnidos. Pero un tiempo, se entera de que su padre trabajaba en Hydra y pierde sus poderes, para recuperarlos tuvo que trabajar tanto para Hydra como para S.H.I.E.L.D., como agente doble. Actualmente, es miembro de los Vengadores y de S.H.I.E.L.D.
6.- Anya Corazón/Spider-Girl: La Spider-Girl de la Tierra 616.
Historia: Anya recibió sus primeros poderes gracias a un culto llamado La Sociedad de la Araña, entregándole poderes por medio de un tatuaje para luchar contra la Hermandad de la Avispa, luchando con la identidad de "Araña". Cuando Madame Webb muere, le entrega sus poderes a Julia Carpenter y esta le entrega su viejo traje a Anya y se convierte en Spider-Girl. Durante los eventos de Spider-Island, obtiene y se sincroniza perfectamente con los poderes de Spider-man de manera permanente. Se vuelve estudiante de La Academia Vengador y ha luchado en muchas ocasiones con los Vengadores o los Cuatro Fantásticos.
7.- Tierra 928 (Marvel 2099). Miguel O'Hara/Spider-Man 2099 reaparece desde Superior Spider-Man 17-19 y 29-31, después teniendo su propia serie en Spider-Man 2099, Marvel NOW!.
Historia: En un futuro posible, en el año 2099, Miguel O'Hara era un científico de la megacorporación Alchemax para recrear los poderes del Spider-Man de la era heroica, pero tras una falla de engaños y del sistema, su proyecto se puso contra él convirtiéndolo en 50% araña y 50% humano. Ahora que sabe que Alchemax fue parte de su accidente, Miguel hará todo lo posible para derrotar a Tyler Stone y su compañía, adoptando el nombre del Spider-Man de esa era.
8.- Tierra 1610 (Ultimate Marvel). Ultimate Spider-Man, Miles Morales, actual sucesor de Peter Parker de este universo.
Historia: Luego de la muerte de este, Miles Morales es mordido por una segunda araña (intento de replicar a la de Peter) 2 meses antes, y en el funeral de Parker aprende sobre poderes y responsabilidades, convirtiéndose en su sucesor.
7.- Jessica Drew/Ultimate Spider-Woman: Clon femenino de Peter Parker creada por el Doctor Octopus
Historia:Tras ser creada junto a otros clones del mismo Ultimate, Peter Parker por orden gubernamental para crear más soldados además del Capitán América. Ultimate Spider-Woman decidió tener su propia identidad y personalidad, convirtiéndose así en Jessica Drew, al poco tiempo se alía con S.H.I.E.L.D. y con los vengadores, pero tras su separación Jessica Cambió su alias a La Viuda Negra.
8.- Tierra 982 May Mayday Parker-Watson/Spider-Girl
Historia: Universo alterno donde la pequeña May fue devuelta al matrimonio Parker-Watson y Spider-Man pierde una pierna durante La Saga del Clon y ella crece siguiendo los pasos de su padre, viviendo en un mundo de los descendientes de los héroes de Marvel.
- Benji Parker Watson, Hermano de Spider-Girl, es un arácnido como su hermana y padre, pese a no haber desarrollado ningún poder. Es el tótem más joven del grupo, conocido como el "Vástago".

9.- Tierra 94 Ben Reilly/Scarlet Spider
Historia: Clon de Peter Parker, quien se independizó y se volvió otro superhéroe arácnido. En su universo, Peter Parker perdió sus poderes en la Saga del Clon y Ben aun así se convirtió en Spidey, siendo las cosas más fáciles que en el 616 e inclusive cambió de cerebros y dejando morir al moribundo Otto Octavius, mientras cuando este cambió por primera vez con Ben.
10.- Tierra 4 New Last Stand Spider-Man/Ezekiel Sims: Historia: Universo donde Peter Parker murió en manos de Morlun, y Ezekiel asume la identidad de Spider-Man. El verdadero Last Stand también está muerto.
11.- Tierra 90214. Peter Parker/Spider-Man Noir
Historia: Universo Marvel creado a partir de los años 30, donde Peter Parker tras la muerte de sus padres y tío, Peter jura hacer frente al terrorismo con el periodismo, pero al instalarse en Industrias Osborn, por error tira una estatua de adquisiciones antigua de un dios arácnido y miles de arañas se le trepan y sueña con dicho dios. Al despertar, descubre que obtuvo poderes arácnidos, luchando contra el crimen organizado como The Spider-Man.
12.- Tierra 25 Peter Porker/The Amazing Spider-Ham:
Historia: En un universo Marvel parodiado con animales, Peter, la araña, vivía en el sótano de May Porker, un cerdo femenino científico que buscaba crear un aerosol para el cabello con partículas nucleares. Cuando May se rocía a ella misma y se irradia con radiación, lo que hace que vuelva a sus instintos primitivos y muerde a Peter al intentar ayudarle. La liberación de radiación que provoca May hace que Peter pierda poco a poco dos de sus brazos, crezca y se vuelva un cerdo. Peter huye de la granja hogar de May y empieza a correr en 2 patas, sin embargo, al voltear a ver un árbol. Se activa su sentido arácnido y lo esquiva. Peter se percata de que 'seré una araña con las limitaciones de un cerdo, o un cerdo con la fuerza y agilidad de una araña?', por lo que, al tener a May creyendo que él es su sobrino (gracias a la radiación, decide volverse ¡El Espectacular Spider-Ham!)
13.- Tierra 833 Billy Bardok/Spider-Uk:
Historia: Miembro de la legión capt. Una versión británica de Spidey, donde es parte del Cuerpo del Capitán Bretaña, un grupo de héroes británicos inter-dimensionales que vigila y protege todo el multiverso. Él es el segundo junto con Otto en enterarse de la cacería, pero antes de 2099.
14.- Tierra 13 Spider-Universe:
Historia: Universo donde la Fuerza Enigma del Capitán Universo nunca se fue de Peter al no encontrar a nadie más con un sentido tan grande de responsabilidad, pero su gran poder desaparecería si se iba de su dimensión. Al final el Padre de los Herederos lo mató.
15.- Tierra 65 Gwen Stacy/Spider-Woman:
Historia: En este universo, la araña radioactiva mordió a Gwen en vez de Peter, concediéndole grandes poderes arácnidos. Peter, siendo abusado mucho, comienza experimentar con químicos, se convierte en Lagarto, pero el mal uso lo mató. Gwen, sintiendo culpa por su muerte, adquiere el sentido de la responsabilidad y se vuelve Spider-Woman.
16.- Tierra 807128. Asley Barton-Parker/Spider-Bitch (de Wolverine: The Old Man Logan),
Historia: La nieta antiheroína de Spidey (hija de la primogénita de Peter y de Clint Barton) en un mundo alterno en 50 años luego, donde por alguna razón los héroes perdieron y los villanos ganaron, matándolos. El Peter Parker de esta tierra ha muerto, pero la causa es desconocida.
17.- Tierra 8101. Spider-Monkey:
Historia: En esta realidad toda la historia de Peter parker es casi la misma, solo que en esta dimensión hay monos en vez de humanos.
18.- Pavitr Prabhakar el Spidey Hindú.
Historia: Un chico indio ve a su tío morir a manos de un demonio llamado el Duende Verde y con magia obtiene poderes arácnidos puros para combatir contra la maldad.
19.- Spider-Man: Six Arms:
Historia: Perteneciente a un universo alterno en el cual Peter Parker conservó sus 6 brazos.
20.- Spider-Man Asesino: What if... Spider-Man se hubiera vuelto antihéroe después de La Noche de la Muerte de Gwen Stacy
Historia: Donde Peter no hizo la diferencia y mató al Duende Verde y la policía lo buscó, mudándose a Rusia con Wolverine, volviéndose un antihéroe;
```
todos reaparecen en los 2 números de Otto.
```

21.- Tierra 2818 Spider-Cíborg
Historia: Universo donde Peter Parker no recuperó su sentido-arácnido y tuvo que continuar y aumentar su armamento que lo remplazaba hasta volverse mitad robot y mitad araña.
22.- Tierra 9500 Spider-Man 2211:
Historia: Max Borne proveniente del año 2211, es parte de una organización que pretende evitar perturbaciones en el tiempo, su primera aparición fue en Spider-Man Meets Spider-Man 2099, esto sucede cuando Amazing Spider-Man y Spider-Man 2099 cambian de líneas temporales y terminan coincidiendo en el año 2211
23.- Spider-Mangaverse
Historia: Universo Marvel recreado por la cultura Manga.
24.-Lady Spider
Historia: Universo paralelo donde May Parker se insipró en una araña para combatir el crimen.
25.- Penélope Parker/Spider-Little Girl
Historia: Universo reinventadon infantil donde las cosas surgen de manera similar a la original.
26.- Spider-Punk
Historia: Peter Parker, que perdió a ambos tíos y se vuelva un antihéroe punk que lucha contra la asociación V.E.N.O.M liderada por Norman Osborn.
27.- Tierra 78227 Spider-Girl/Betty Brant
Historia: Universo donde Betty Brant al ir con J. Jonah Jamson a la exposición científica donde asiste el mismo Peter Parker, Betty es mordida por la araña radioactiva en lugar de Peter.
28.- Ultimate Spider-man (serie de Disney XD: Ultimate Spider-Man: Red de Guerreros)
Historia: Universo paralelo donde un infantil Spidey, pero con potencial, es reclutado por S.H.I.E.L.D. para dirigir a un grupo de héroes inadaptados y tomarse más en serio su sentido de responsabilidad.
29.- Spider-Man de los 60s
Historia: Perteneciente al universo pararlelo de la serie de los años 60'S. Nota. Este Spidey tiene una reputación de parecer sensual gracias a los estereotipos y poses que tenía su serie.
30.- Supaidaman/Takuya Yamishiro y Leopardon
Historia: Universo en donde Takuya Yamashiro obtiene un brazalete por parte de un sobreviviente del planeta Spider, que la da un traje y poderes arácnidos junto con un robot gigante llamado Leopardón para combatir a la raza enemiga del planeta Spider que quieren destruir la Tierra.
31.- Tierra 78127 Flash Thompson/Capitain Spider
Historia: Realidad donde el abusivo Flash Thompson lo muerde la araña y con ayuda forzada de Peter Parker, se vuelve el héroe y luego villano Capitán Spider hasta que Peter se pone unas patas mecánicas metálicas para hacerle frente.
32.- Spider-Knight
Historia: Peter Parker recreado en la Edad Media.
33.- Aracnosaurio
Historia: Universo alterno donde todos los héroes y villanos son personificados por dinosaurios evolucionados.
34.- Peter Parker (Tobey Maguire)/Spider-Man
Historia: Universo de las películas de Sam Raimi, donde quien interpreta a Peter Parker, es Tobey Maguire. Nota Este Spider-Man junto con el Sorprendente Hombre Araña se suponía que no aparecerían, pero gracias a que desde diciembre de 2014 hasta el presente Marvel Studios y Sony Pictures han estado en conversación para que los derechos de Spidey sean compartidos o devueltos a Marvel Studios, se hizo una pequeña referencia.
35.- Peter Parker (Andrew Garfield)/El Sorprendente Hombre-Araña
Historia: Universo de las películas de Marc Webb de Spider-Man, siendo este interpretado por Andrew Garfield.
35.- Arácnido Jr. El Espíritu de las calles
Historia: Universo basando los hechos en México, Distrito Federal, en vez de Nueva York de Estados Unidos, Donde Arácnido era un peleador de lucha libre profesional AAA, pero fue traicionado por su compañero Escorpión, provocando su muerte. Desde entonces su hijo Jr. Juro Ayudar a quienes lo necesitaran.
36.- Kwaku Anansi o Anansi
Historia: Universo donde el héroe arácnido y el dios africano Anansi son el mismo y cuyo deber es el de crear historias y cuentos antes de que el balance de su mundo caiga.
37.- Spider-Man Black: What if... Mary Jane hibiese sido disparada en vez de la tía May durante las Civil War?
Historia: Realidad alterna donde Peter se enfurece cuando a su esposa MJ le disparan y esta muere y hace todo lo posible con su traje de tela negro para asesinar a Kingpin (quien dio la orden de disparar desde la cárcel) y al final es temido por su tía May y arrestado por Tony Stark.
38.- Spider-Hulk
Historia: Universo alterno donde los superhéroes fueron consumidos por radiación gamma por parte del Líder (enemigo de Hulk) y creó al mundo en Gamma-Word.
39.- Spider-Ben
Historia: Universo donde Ben Parker (tío de Peter) fue a la demostración radiactiva para acompañar a su sobrino, ocasionando que él fuera mordido por la araña radiactiva en vez de Peter.
40.- Spider-Ma'am
Historia: Universo donde la tía May es mordida por una araña radiactiva y se vuelve heroína.
41.- Spider-Héroes
Historia: Diferentes realidades donde otros héroes como Deadpool o Wolverine obtuvieron poderes de araña
42.- Spider-Man/Yu Komoru
Historia: Spider-Man de la tierra 70019. Mencionado por un par de Spidermans alternativos, refiriéndose a él como uno de los Spidermans japoneses, en Spider-Verse #2
43.- Ghost-Spider
Historia: Peter Parker fue mordido por una araña radioactiva, cuando este se dio cuenta de los poderes que tenía, buscó la forma de hacerse aún más poderoso, atrayendo a diferentes Spider-Men de otras dimensiones, incluyendo al de la tierra 616, al final fracaso y fue enviado al infierno, pero gracias a poderes místicos regresó como un esqueleto viviente (muy parecido a Ghost Rider).
44.- Tejedor Maestro
Historia: Es un Karn del futuro (que todos desconocen hasta su muerte) y dios arácnido que controla la realidad a través de la red de la vida y el destino. Hace siglos los Herederos lo aprisionaron, obligándolo a mandarlos a distintas realidades para alimentarse de tótems arácnidos.

## Muertos
1. Spider-Man 1602 (Peter Parquagh): Universo en donde las personas viven en la época de William Shakespeare. Asesinado por Morlum.
2. Spider-Man, el Quinto Fantástico: (Peter Parker) Universo en donde Spider-Man se unió a los Cuatro Fantásticos. Asesinados por Karn.
3. House of M'' Spider-Man (Peter Parker) Universo creado por la Bruja Escarlata, donde solo viven mutantes. Asesinado por Karn.
4. Civil War Iron Spider-Man (Peter Parker) Universo paralelo en donde aún continuaba la Guerra Civil entre los héroes. Asesinado por Karn.
5. Armored Spider-Man (Peter Parker) Universo en donde "teóricamente" Peter Parker es millonario. Asesinado por Karn.
6. Ai Apaec Alternativo Universo alterno en donde continuaba vivo el Ex-Dios de Perú. Asesinado por Karn.
7. Aaron Aikman: Spider-Man Realidad donde los personajes como Peter Parker, Mary Jane o Bruce Banner no existen y son sustituidos por otros personajes, pero con una reinvención de sus alter-egos.
8. Spider-Monster (Patton Parnel) Universo en donde el joven Patton fue maltratado y nunca le enseñaron el valor del "Gran Poder y la Responsabilidad", es mordido por una araña experimental y se termina convirtiendo en un terrible monstruo come-humanos. Asesinado por Morlum.
9. Spider-Man and His Amazing Friends (serie de televisión) (Peter Parker) Universo alterno similar al de la serie de tv (tierra-8107) en el cual Spider-Man se unió a Ice-man y Firestar. Asesinados por Morlum.
10. Spider-Cat Una versión felina de Spider-man. Asesinado por Bora.
11. Spider-Man Unlimited Alternativo (Peter Parker). Universo alterno en donde Peter Parker viajó a otra tierra hermana, en donde los animales son el Máximo Evolutivo, no se confunda con el de la serie, dado que este es solo un universo relativamente igual, pero con leves diferencias. Asesinado él y muchos habitantes por Daemos.
12. Spider-Man 2099 alterno 1 (Miguel O'Hara): Tierra donde Miguel O'Hara surgió en la era heroica y se unió a los Avengers. Asesinado por Morlum.
13. Spider-Man 2099 alterno 2 (Miguel O'Hara): Exmiembro de los Exiliados, Miguel O'Hara tiene la vida de Peter Parker (excepto poderes y personalidad). Él le hace saber el peligro que corren al original Spider-Man 2099. Asesinado por Morlum.
14. Spider-Man 2099 alterno 3 (Miguel O'Hara): Tierra donde Miguel O'Hara surge en la era heroica, pero sin la vida de Peter Parker. Asesinado por Morlum.
15. Padre de Spider-Girl (Peter Parker): Universo alterno donde, durante la Saga del Clon, Peter logró salvar a su hija, pero este sobreesfuerzo le costó una pierna y su retiro como superhéroe. Cuando su hija May (en honor a su difunta tía May) comienza a experimentar sus poderes heredados, Peter decide entrenarla para que siga sus pasos. Asesinado por Daemos.
16. Spider-Moon-Man: Universo en donde los terrícolas colonizaron la Luna y viven ahí. Peter vivía ahí y trabajaba para el Daily Bugle. Asesinado por Morlum.
17. Spider-Man Bullet Points (Bruce Banner): Universo muy alterno donde tras un evento con otra fecha cambiada, hace que todos los superhéroes y villanos tengan el alter ego del otro. Ben Parker muere en el evento, Peter no crece con valores y se fuga a una Zona de Nuevo México donde explota una Bomba Gamma y se convierte en Hulk. Mientras que Bruce Banner investiga la explosión y busca a Peter gamatizado, pero lo pica una araña contaminada por la misma radiación, dándole poderes arácnidos. Asesinado por Daemos.
18. Spider-Mutant Universo donde Peter no pudo revertir su proceso de mutación y se convirtió en una araña humana. Asesinado por Brat.
19. Spider-Vampire Realidad donde Peter intenta ayudar a Blade, pero termina siendo mordido por Drácula, a pesar de haberlo vencido. Asesinado por Brix.
20. Spider-Faraon Realidad donde los faraones siguen gobernando el mundo y Peter es perseguido por J. Johan Jameson, siendo el Faraón de Nueva York.
21. Spider-Man Reign Universo donde Mary Jane muere por exponerse al líquido seminal radiactivo de Peter tras tener Sexo y muere, dejando a un viejo Spidey en cólera en un mundo dominado por villanos, los cuales debe vencer y volver a ser Spider-Man. Asesinado por Morlun.
22. Spider-Man TM. Universo del Spidey de los mini cómics de los periódicos estadounidenses que promociona los Harless Cakes, ofreciendo los héroes estos pastelillos a los villanos con tal de rendirse. Asesinado por Morlun.
23. Spider-Woman/Mary Jane Watson: Universo en donde los héroes fueron consumidos por el Virus Legado, y Mary Jane obtuvo los poderes de Spider-Man. Asesinada por Morlum.
24. Cyborg Spider-Man (Peter Parker)universo donde Spiderman es un cyborg.
25. New Last Stand Spider-Man (Ezekiel Sims)en este universo Peter fue devorado por Morlum y es remplazado por Ezekiel. Asesinado por Daemos.
26. Assassin Spider-Man (Peter Parker)universo donde Spiderman se vuelve un asesino después de la muerte de Gwen Stacy. Asesinado por Daemos.
27. Spider-Man (Six Arms) Universo donde Peter Parker intenta deshacerse de sus poderes creando una fórmula y en lugar de perder sus poderes, obtiene brazos extra. Asesinado por Daemos.
28. Capitán Spider (Flash Thompson) Universo donde Flash Thompson es mordido por la araña en vez de Peter. Asesinado por Morlum.
29. Spider-Universe (Peter Parker) Universo donde Spider-Man conserva los poderes cósmico/fuerza enigma. Asesinado por Solus.
30. Spider-Monkey Monos por humanos. Asesinado por Jendrix.
31. Spider-Wolf (Peter Parker). Universo donde Spider-Man es mordido por un hombre-lobo. Asesinado por Karn.
32. Hob-Spider-Goblin. Universo donde Peter no se volvió antihéroe, pero tampoco siguió el camino, sino que mató al Duende Verde y luego a Spider-Man, tomando la fórmula goblin y volviéndose un Hobgiblin. Se sacrifica para intentar matar a Verna.
33. Spider-Knight Peter Parker recreado en la Edad Media. Asesinado por Solus.
34. Aracnosaurio Universo alterno donde todos los héroes y villanos son personificados por dinosaurios evolucionados. Asesinado por Solus.
35. Spider-Girl/Betty Brant Universo donde Betty Brant fue mordida por la araña. Asesinada por Verna.
36. Spider-Man Video juego Un Spider-Man alternativo similar al del universo de los juegos como Marvel vs. Capcom o Marvel Tribute. Asesinado por Morlun. Nota: al ser asesinado, un niño del mundo real lo observa como si de un videojuego de verdad se tratase.
37. Ben Reilly/Scarlett Spider I Ben Reilly procedente de un universo en el que Peter pierde sus poderes gracias a la clonación y Ben se vuelve antes de tiempo Spider-Man. Se sacrifica, destruyendo la fábrica de clones, muriendo en el proceso.
38. Kaine Parker/Scarlett Spider II Resucita después.

39 Spider-Man de La Zona Negativa Un Spider-Man tal como lo dice es de La Zona Negativa muerta durante la batalla final contra Los Herederos.
40 El Tejedor Maestro Un dios cyborg inter-dimensional encargado de "la red de la vida y del destino" proviene del mismo universo que se originaron Los Herederos estos internaron matarlo, pero en su lugar este mató a su matriarca luego de eso fue esclavizado por los ya mencionados villanos para que ellos pudieran usar su poder para viajar por el multiverso y así alimentarse de las arañas y demás tótems en secreto ayudó a Los Spider-man del multiverso en la lucha contra Los Herederos fue asesinado a manos Otto Octavios/El Superior Spider-Man cuando le corto la garganta pensando que así detendría definitivamente a Los Herederos cortando su enlaza con la red de la vida.

## Asesinos
También llamados Los Herederos
- Morlun: Es un monstruo perteneciente a la Tierra 000. Es el asesino original, y toda su especie junto con él se alimentan de poderes totémicos basados en animales, en este caso: las arañas. Parece ser el lider de los asesinos. Pudo matar a un Iceman y una Firestar.

- Karn: Hermano de Morlun, Karn si veía un camino de bondad sin necesidad de alimento y si veía el precio de la vida.

Ellos luchaban contra el gran tejedor, creador de la red de la vida y el destino. Durante la lucha, él le dijo a uno de sus hermanos que no se contenga, y el tejedor mata a su colega. Al final, el tejedor es vencido, pero Karn es culpado por la muerte del pariente y es obligado a recorrer el multiverso en realidades al azar, con un casco extraño para no ver su traicionero rostro otra vez, consumiendo a las arañas de todas las realidades en contra de su voluntad, siempre con la esperanza de que, algún portal, sea el de su mundo. Su arma característica es una lanza de energía. Fue capaz de vencer a un Reed Richards, Susan Storm, Ben Grimm, Johnny Storm y Wolverine, lo que lo hace de los individuos más letales del multiverso.
- Brix y Bora: Ellos son al parecer gemelos. Les gusta, al igual que a Morlun, la cacería de tótems. Tienen un aspecto similar al de un vampiro de pelo y piel blanca y colmillos. Usan un traje de color rojo. Sus armas características son dagas de punta indestructibles.

- Daemos: Es muy similar a Morlun, pero se diferencia, ya que es más glotón que el resto. Si le dieran a escoger entre la profecía o únicamente comer, elijiría lo segundo.

- Jenix: A pesar de ser un cazador, le encanta la filosofía y el estudio. Tiene un monitor portátil que le permite ver cosas hasta fuera del universo en que él este.

- Solus: Es el padre de los asesinos. Es tan o más cruel que el líder de sus hijos.
- Verna: De todos los hermanos, ella es la que menos lucha, ya que utiliza a los villanos de Spider-Man de otros universos como perros de cacería.

Parece que su Tierra 000 es una versión exagerada y dominada por guerras multiversales al inicio de todo de la Tierra 616, ya que cuentan con Silver Sable, Green Goblin, Kraven el Cazador, Rhino, Ox, El Escorpión, Hammerhead, algunas versiones del Buitre y hasta un Robbie Robertson, sin mencionar que el Gran Tejedor o Tejedor Maestro parece ser el equivalente obvio de Spider-Man.

## Spider-Men que nunca aparecieron
- Spider-Man de los 90's
- Spider-Man Unlimited original.
- Spider-Man de LEGO
- El espectacular hombre araña
- Spider-Zombie
- Spider-Lobo Original de Marvel Zombies Vs. Army of the Darkness
- MTV Spider-Man
- Spider-Boy (Solamente Hizo un pequeño Cameo)
- Spider-man de la serie : Los Vengadores: Los héroes más poderosos del planeta
- La mayoría de los Spider-Man que aparecen en videojuegos
- Cualquier Spider-Man creado después de este evento, como: el del UCM (Spiderman Homecoming), el que aparecerá en la serie animada del 2017, spiderman de PS4 y el de la película animada creada por Sony

## Comics relacionados desde Spider-Verse
- TAS-M (The Amazing Spider-Man) #9
- Spider-Verse #1
- TAS-M 10
- Spider-Woman #1
- Scarlet Spiders #1
- Spider-Man 2099 #6
- TAS-M #11
- Spider-Verse Team-Up #2
- Scarlet Spiders #2
- Spider-Woman #2
- TAS-M #12
- Spider-Man 2099 #7
- Spider-Verse #2
- TAS-M #13
- Scarlet Spiders #3
- Spider-Woman #3
- Spider-Verse Team-Up #3
- Spider-Man 2099 #8
- TAS-M #14
- TAS-M #15 (como epílogo)
- Secret Wars: Spider-Verse #1-6 (miniserie spin-off de anidamiento a manera de tie-in en el crossover Secret Wars)
- Spider-Verse #1-6 (2019) (miniserie en metonimia con el evento, que se enfoca sin embargo, en retomar los acontecimientos de Spider-Geddon)

## Equipo creativo
Dan Slott es el guionista de dicha serie de cómics, así como Humberto Ramos, dibujante oficial de The Amazing Spider-Man, fue el encargado de dibujar este evento.
Dan Slott prefirió no hacer comentarios sobre la presencia en la historia de Superior Spider-Man, para no revelar sorpresas. El escritor confirmó también que no es una secuela de la historia Spider-Men escrita por Brian Michael Bendis. Prometió una narración “muy épica”, además de comentar que la idea original de Spider-Verse se le vino a la mente cuando realizaba la historia para el videojuego Spider-Man: Shattered Dimensions y pensó en hacerlo “a lo grande” en los cómics.

## Curiosidades
- Este evento es un poco similar con el episodio de Ben 10: Supremacía Alienígena, en el episodio de la segunda temporada Ben 10000 regresa, donde Eon (una versión alternativa de Ben atrapada en un alienígena capaz de viajar por el tiempo, pero con personalidad malvada), se obsesiona con ser el único Ben 10 del multiverso en el tiempo, por lo que viaja a diferentes líneas del tiempo para asesinar a sus equivalentes (similar a Morlum) o los esclaviza para ser sus nuevos guerreros, por lo que el original Ben 10 (Spider-Man), tendrá que hacerle frente para salvar a sus versiones alternas (Spider-Verse) junto con su contraparte adulta que ha estado siguiendo Eon, Ben 10000 (parecido al Superior Spider-Man, quien con el portal ha estado siguiendo a Morlum).
- Gerard Way y Jack Wyatt hicieron la historia SP//dr, basándose en el manga de Evangelion, con respecto al uso de un traje-robótico piloteado por una niña llamada Peni Parker. También hacen un pequeño cameo los niños pilotos de los EVAs (Shinji Ikari, Rei Ayanami, Asuka Langley Soryu y Kaworu Nagisa).

- Hubo una respuesta televisiva en la serie animada basada en Ultimate Spider-Man, llamada Ultimate Spider-Man: Web Warriors en la tercera temporada, a partir del capítulo 9. El Duende Verde utiliza por la fuerza a Electro para viajar a otros universos y obtener ADN de otros Spider-Men, por lo que Spidey se aventura y en la lucha, tendrá aliarse con sus versiones alternas, entre las que están: Miles Morales, Spider-Man 2099, Spider-Girl, Spider-Man Noir, Spider-Ham y Spider-Knight. Todos para derrotar al Duende, quien también ha reclutado a otros Duendes Verdes para destruir a los Spider-Men.

Curiosamente, Knight, Spider-Ham, Spider-Man 2099, Noir y Miles Morales son los de los cómics de Marvel originales, más no una adaptación para la serie. En Marvel 2099, la serie se adapta al CGI.
- Cuando el padre pide ver en que realidad se encuentra Morlun al Tejedor Maestro, se puede apreciar como en algunas redes se ve a Spider-Hulk, Pool, Mangaverse y el Spider-Man de los 60s.

## En Otros Medio

### Televisión
- El final de la serie de dos partes de Spider-Man: The Animated Series, "Spider-Wars" (1994), ve a Madame Web y Beyonder reclutando al "principal" Peter Parker / Spider-Man, una versión de Parker que nunca perdió al Tío Ben y vivió una vida perfecta, una versión de sí mismo que tomó los brazos del Doctor Octopus, un Spider-Man de seis brazos, un actor que interpreta a Spider-Man y Ben Reilly / Scarlet Spider para salvar el multiverso de Spider-Carnage. Slott confirmó que este ejemplo anterior de diferentes Spider-Totems que se encuentran entre sí sirvió como inspiración para la historia del cómic "Spider-Verse".
- Ultimate Spider-Man (2012), aborda el concepto del "Spider-Verse" a lo largo de la tercera y cuarta temporada:
  - En la tercera temporada de los episodios de cuatro partes "The Spider-Verse" (2015), el Duende Verde usa un cristal de rubí conocido como el Sitio Peligroso. Su poder potenciado por un Electro involuntario viaja a seis universos alternativos para reunir ADN de varios Spider-Men de esos mundos, lo que obliga a Spider-Man a seguirlo a través de seis mundos diferentes en el transcurso de los siguientes cuatro episodios. Como resultado, Spider-Man se encuentra con Spider-Man 2099, una Spider-Girl de una realidad de género invertido, Spider-Man Noir, Spider-Ham, Spyder-Knight (un Spider-Man con temática de caballero en un mundo medieval), y Miles Morales en un mundo donde Peter Parker murió salvando al mundo. Cuando regresa a su mundo, Spider-Man se entera de que el Duende ha utilizado el ADN de los otros seis Spider-Men para mejorar a sí mismo para convertirse en "Spider-Goblin", que posee una mayor fuerza y patas en forma de araña en su espalda. Para oponerse a él, Spider-Man usa el Sitio Peligroso para atraer a los otros seis Spider-Men para formar su nueva "Red de Guerreros". Los siete Spider-Men lograron derrotar a Duende Verde liberando a Electro para dar el golpe final, para esto dispersan el poder de Electro y golpean a Duende Verde con suficiente fuerza eléctrica para curarlo del suero de Duende, lo que hace que regrese a Norman Osborn y pierda todo recuerdo de sus acciones como la verdadera identidad del Duende Verde y Spider-Man. Después de esto, Electro intenta desenfrenado, pero es derrotado apresuradamente por las fuerzas combinadas de la Red de Guerreros, que luego regresan a sus dimensiones de origen.[10][11][12][13]
  - En la cuarta temporada, episodio "Miles From Home", Morales une fuerzas con el Spider-Man "principal" para evitar que la versión anterior del Duende Verde y el Barón Mordo roben el Sitio Peligroso, que se hace añicos y se esparce por todo el multiverso en el proceso. Después de encontrar uno de los fragmentos, una versión villana de Peter Parker llamada Wolf Spider busca recolectar el resto para poder gobernar el multiverso.
  - A continuación en el episodio de cuatro partes, "Regreso al Spider-Verse" (2016), Madame Web, Iron Fist y Doctor Strange combinan sus poderes para enviar a Parker y Morales a través del multiverso una vez más para recuperar los fragmentos antes de que Wolf Spider lo haga. En el camino, se encuentran con el viejo aliado Spider-Man Noir, así como con nuevos Spider-Men como Blood Spider con temática de la era victoriana, el pirata de dibujos animados Web Beard, el vaquero Web Slinger y Spider-Gwen, quien se convirtió en el protector del universo de Morales después de quedar atrapado en el de Parker. Mientras están en el universo de Morales y Gwen, los Web Warriors se enteran de que Wolf Spider capturó a todos los héroes Spider del multiverso para poder usar el Sitio Peligroso para absorber sus fuerzas vitales y empoderarse aún más. Al darse cuenta de que Wolf Spider se estaba envenenando en el proceso, el Spider-Man "principal" permite que su fuerza vital también sea absorbida, sobrecargando a Wolf Spider y destrozándolo en todo el multiverso con el Sitio Peligroso. Con su enemigo común derrotado, las Arañas capturadas recuperan sus fuerzas vitales y regresan a sus respectivos universos de origen.[14][15][16][17]

### Película
- La película animada de 2018 Spider-Man: Un nuevo universo es una adaptación de la historia de Spider-Verse, junto con algunos elementos de las historias de "The Death of Spider-Man" y " Spider-Men ", que se centra en versiones de universos alternativos de Spider-Man que se unen para salvar sus diversas realidades de ser destruidas por el Super-Colisionador de Kingpin. El personaje central de Spider-Man es Miles Morales, y se le une un universo alternativo de Spider-Man (Peter B. Parker), Gwen Stacy (Spider-Woman), Spider-Man Noir, Spider-Ham y Peni Parker / SP // Dr.[18]
  - A Into the Spider-Verse le siguen dos secuelas, Spider-Man: Across the Spider-Verse, estrenada en 2023,[19]y Spider-Man: Beyond the Spider-Verse, originalmente programada para estrenarse en 2024 antes de ser eliminada del calendario de lanzamientos de Sony debido a la huelga SAG-AFTRA de 2023.[20]En el primero, Morales se embarca en una aventura a través del multiverso con Stacy y un nuevo equipo de Spider-People, incluido Miguel O'Hara / Spider-Man 2099, para detener a Johnathon Ohnn / The Spot.[21]
- La película del Universo Cinematográfico de Marvel  (UCM) Spider-Man: Sin Camino A Casa (2021), presenta a Tobey Maguire y Andrew Garfield retomando sus papeles como Peter Parker/Spider-Man, apodados "Peter-Dos" y "Peter-Tres", de la trilogía del Hombre Araña de Sam Raimi y de las películas de El Sorprendente Hombre Araña de Marc Webb, respectivamente. Ellos conocen a la versión del MCU de Peter Parker (interpretado por Tom Holland) antes de unir fuerzas para luchar y curar al Duende Verde, Doctor Octopus, El Arenero, el Lagarto y Electro.

### Videojuegos
- Un juego de 2010, Spider-Man: Shattered Dimensions, fue escrito por Dan Slott, quien escribiría el evento de la historia de Spider-Verse. Durante el juego, Mysterio adquiere poderes místicos después de que la legendaria Tableta de Orden y Caos se rompe durante un robo en un museo, con las interrupciones místicas causadas por el daño de la Tableta que hace que sus piezas se dividan en cuatro mundos diferentes; Earth-616, el mundo Marvel Noir, el mundo 2099 y el universo Ultimate Marvel (con el último Peter Parker una vez más con el simbionte como Madame Web creía que necesitaría su poder). En el transcurso del juego, los cuatro Spider-Men deben enfrentarse a varios enemigos mejorados por el poder de los fragmentos de la tableta, que culminan en las cuatro fuerzas unidas para entregar una última derrota a Mysterio mientras usa su poder combinado para convertirse en un dios virtual.
- Un juego de 2011, Spider-Man: Edge of Time, y una posible secuela de Shattered Dimensions, presenta una trama de viaje en el tiempo que involucra a Amazing Spider-Man y Spider-Man 2099 trabajando juntos simultáneamente en el presente y el futuro para detener al científico Walker Sloan Alchemax de Gobernando una Nueva York arruinada. Una versión malvada del futuro de Peter Parker, conocido como el CEO de Alchemax, tiene la intención de utilizar el portal de tiempo de Sloan para alterar retroactivamente su pasado y deshacer sus errores, así como todo lo que perciba como incorrecto. Finalmente, Prime Peter y Miguel recuperan sus líneas de tiempo a la normalidad, pero conservan sus recuerdos de la aventura a través de efectos temporales.
- El 11 de septiembre de 2014 se lanzó un juego para dispositivos móviles que promociona el lanzamiento de Spider-Verse, llamado Spider-Man Unlimited, basado libremente en la historia. Después de que Spider-Man derrotó a una figura conocida como "Duende de oro", Nick Fury le dice que el Duende Verde reunió un Multiverso de Seis Siniestros por un portal y planea tomar la dimensión de Spidey. S.H.I.E.L.D. que usar en el portal para traer versiones alternativas del encabezado web para ayudar en la batalla. Además de las actualizaciones periódicas de los Seis Siniestros, que ahora consisten en los Duendes, Electros, Buitres y Hombres de Arenas del Multiverso, también ha habido otras batallas contra jefes. Para Halloween, Jack-O-Lantern apareció. Durante el mes de diciembre se introdujo Hydro-Man. Para una serie de eventos, tanto Morlun como Karn de los herederos han hecho apariciones. En febrero de 2015, la historia de Spider-Verse se presenta con nuevos personajes de Spider-Army, así como las primeras apariciones de Daemos y Jennix. En los momentos finales del evento, Solus. Haría una aparición también.
- La trama de Spider-Verse fue adaptada para la 27ª Misión Spec-Ops de Marvel: Avengers Alliance. Originalmente anunciado como Spider-Verse Part 1, el 27º Spec-Ops fue lanzado como Along Came the Spiders. Karn se convirtió en el primer heredero que aparece en el juego como jefe de grupo. La segunda parte basada en la historia de Spider-Verse fue lanzada durante la 29ª edición de Spec-Ops titulada Aranea Ex Machina con Silk como el héroe del premio. Morlun sería el segundo Heredero en aparecer como un personaje jefe.
- Silk, Spider-Gwen y Miles Morales se hicieron jugables en Marvel Future Fight como parte del paquete de promoción Spider-Verse